# イギリス海軍
王立海軍（おうりつかいぐん、英語: Royal Navy）は、イギリスの海軍。イギリス海軍、英国海軍などとも表記される。

## 概要

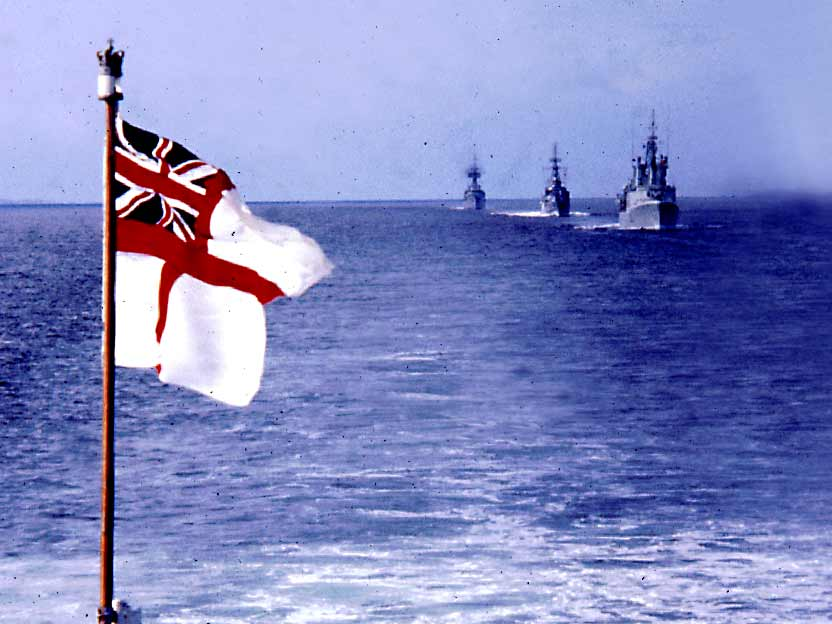
航海中に掲揚される英国海軍軍艦旗

王国の軍隊となったのはイギリス軍の中で最も古く、基本的に各国の軍では陸軍が序列の最上位になるが、それらと異なり、イギリス海軍は「先任軍（Senior Service）」とされており、形式的であるとはいえイギリス空軍とイギリス陸軍よりも上位の存在とされている。
1805年から1930年代後期まで世界的な影響力をもつ「イギリス帝国」を確立させる過程において世界最強の海軍は最も重要な役割を果たした。第二次世界大戦時には、海軍は約900隻の艦艇を保有した。冷戦の間、主に対潜戦艦隊に再編され、大部分はGIUKギャップで警戒任務に投入された一方で、スエズ動乱やフォークランド紛争で見せた、対外遠征能力を保持し続けている。しかし、21世紀に入って以降は、ソビエト連邦の崩壊により対潜戦の役割が相対的に低下している。
2020年現在、イギリス三軍中唯一核兵器を保有しており、航空母艦、ドック型揚陸艦、弾道ミサイル潜水艦、原子力潜水艦、ミサイル駆逐艦、フリゲート、対機雷艦艇、哨戒艦、補助艦艇などバランスのとれた艦隊を構成している。

## 役割
イギリス海軍には様々な役割がある。2023年1月現在、イギリス海軍は公式サイトにて、6つの主要な役割を挙げている。
- 紛争の防止 - グローバル及び地域レベルでの安定のため
- 海上の安全確保 - シーレーンでの国際貿易の安定確保のため
- 国際パートナーシップ - イギリスの同盟国（NATOなど）との関係強化のため
- 戦闘体制の確立 - 世界におけるイギリスの利益保護のため
- 経済の保護 - 重要な貿易ルートを保護し、イギリスと同盟国の海上における経済発展を保証するため
- 人道支援の提供 -  世界的な自然災害に迅速かつ効果的な対応をするため

## 歴史
イギリスは島国のため海軍の歴史は比較的古い。海軍は帆船を主として擁し、ガレー船の類は用いなかったようである。対外戦争で度々海戦を行っておりその多くにおいて勝利を収めた。19世紀から20世紀初めにかけては世界中のあらゆる場所でイギリスの艦船が行き交い世界一の海軍として並ぶもののない存在であった。
第一次世界大戦から第二次世界大戦にかけては、多数の戦艦を保有し、世界各地に拠点を保有していたが、20世紀後半には植民地の独立と経済不況に伴い、その規模を大きく減じた。
21世紀においては、軽空母を主力としており、戦略的な兵力投射能力を著しく減じていると指摘されている。

### サクソン海軍
最初の海軍は、9世紀にイングランドのアルフレッド大王によって設立され、プルックス・ガッターのワンツム海峡でヴァイキングを打ち負かしていたにもかかわらず衰退し始めたが、アゼルスタン王によって復旧された。そして、937年のブルナンブルフ海戦で勝利した時、イングランド海軍はおよそ400隻の船からなる戦力を手にした。
ノルマン侵入が迫っている時、ハロルド2世はウィリアム征服王を防ぐため、自国の艦隊が海峡を渡っていると信じたが、ハロルドの艦隊は嵐で損害を受けて港に入っていて、ノルマン人はヘイスティングズの戦いでハロルドを破った。

### チューダー王朝前
1155年にノルマンディー公が五港同盟を結んで得た船で海軍を作った。百年戦争の開戦時、イングランド海軍はフランス海軍に戦力で劣っていたが、1340年のスロイスの海戦においてフランス艦隊を一掃した。しかし、1372年と1419年のラ・ロシェル沖におけるフランスとカスティーリャとの海戦で、イングランド海軍はかなりの損害を負った。そして、イングランド本土の港がジャン・ド・ヴィエンヌ (Jean de Vienne) とフェルナンド・サンチェス・デ・トバル (Fernando Sanchez de Tovar) の指揮する艦隊の襲撃による被害を受けた。幸いなことにフランスは海軍力の戦略的重要性を理解していなかったため、制海権は間もなくイングランドの手中に戻った。
欠地王は500帆からなる艦隊を持ち、14世紀中頃のエドワード3世時代の海軍は約712隻の船を保有していた。

### チューダー王朝

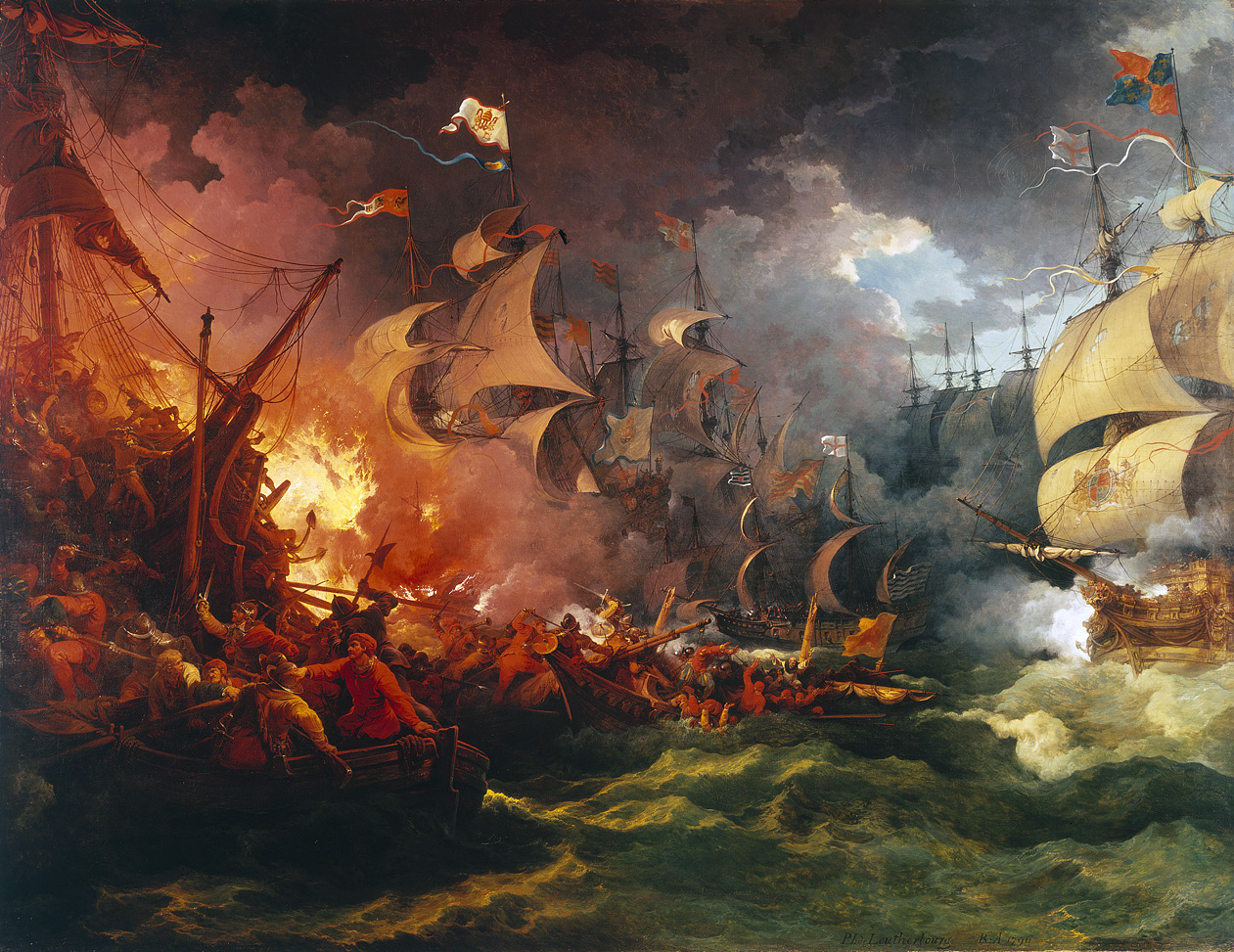
イングランド艦隊に敗れる無敵艦隊。

16世紀にヘンリー8世による最初の革命で、王立の海軍 (Navy Royal) として拡張が行われた。キャラックのグレート・ハリーとメアリー・ローズが建造され、1545年にソレント海戦でフランス海軍と戦った。1547年にヘンリー8世が死去するまで、海軍は58隻まで増強された。
ヨーロッパの超大国であり、16世紀において一流の海軍をもつスペイン帝国は、イギリス海軍に対する優位とイングランドに侵攻するため、1588年にオランダから無敵艦隊と上陸部隊を出撃させた。スペインの目論みはオランダの妨害とアルマダの海戦でドレーク・ノリス遠征艦隊に撃破されたため潰えた。また、エリザベス1世の統治中、大西洋を渡るスペインの船とスペインの港湾を襲撃し、莫大な富を王室へもたらした。

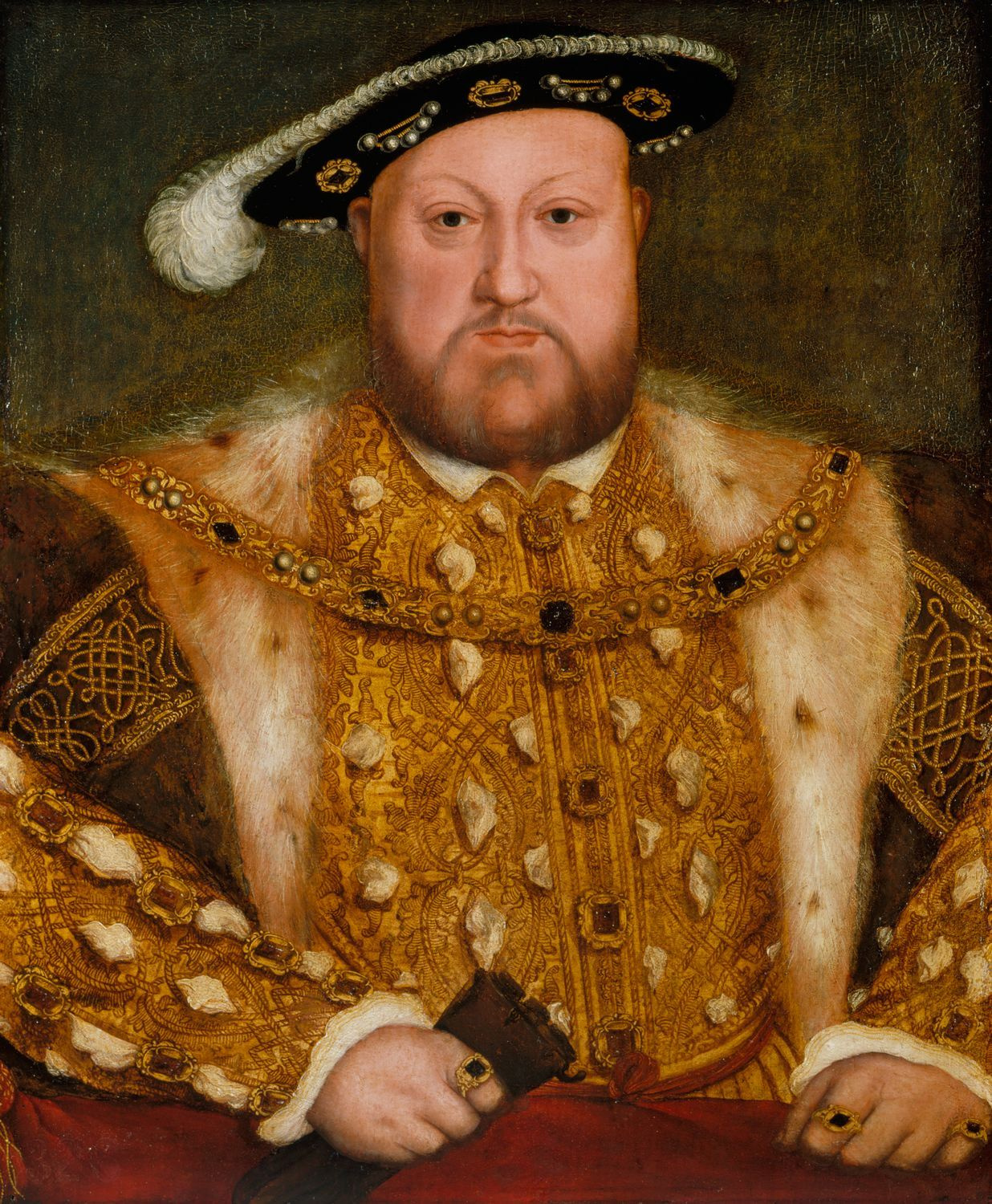
ヘンリー8世
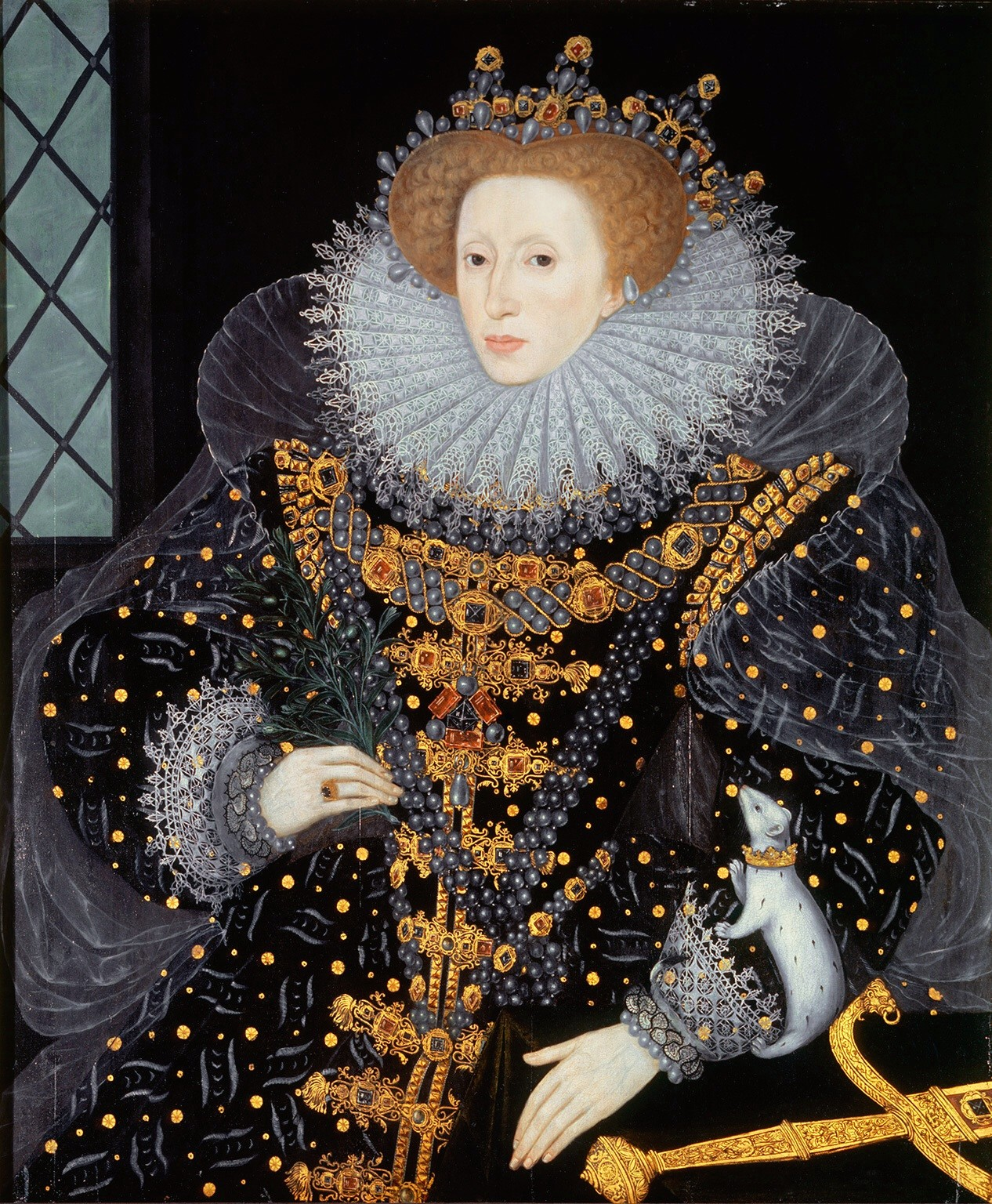
エリザベス1世

### コモンウェルスネイビー
イギリス海軍は誕生から存続し続けたわけではなかったが、イングランドでは17世紀中頃、チャールズ1世によって国家の資金で常備艦隊が維持されるようになった。
しかし、このことにより国家の財政が圧迫されたことが清教徒革命の原因ともなり、イングランド内戦でチャールズ1世が敗北したため、イングランドはオリバー・クロムウェルが統治する共和国となり、海軍も「共和国海軍」となった。海軍は議会の指揮・監督を受けるようになり、これは王政復古後も定着している。
ところが、内戦で分裂した海軍には人材が残っておらず、やむなく議会派の大佐クラスの陸軍軍人を「ゼネラル・アット・シー」に任命し、艦隊の指揮をさせた。その一人ロバート・ブレイクによって海軍は再建されたが、この再建は無計画な借金によって賄われており、その負債は王政復古後も残ることになる。

### ロイヤル・ネイビー

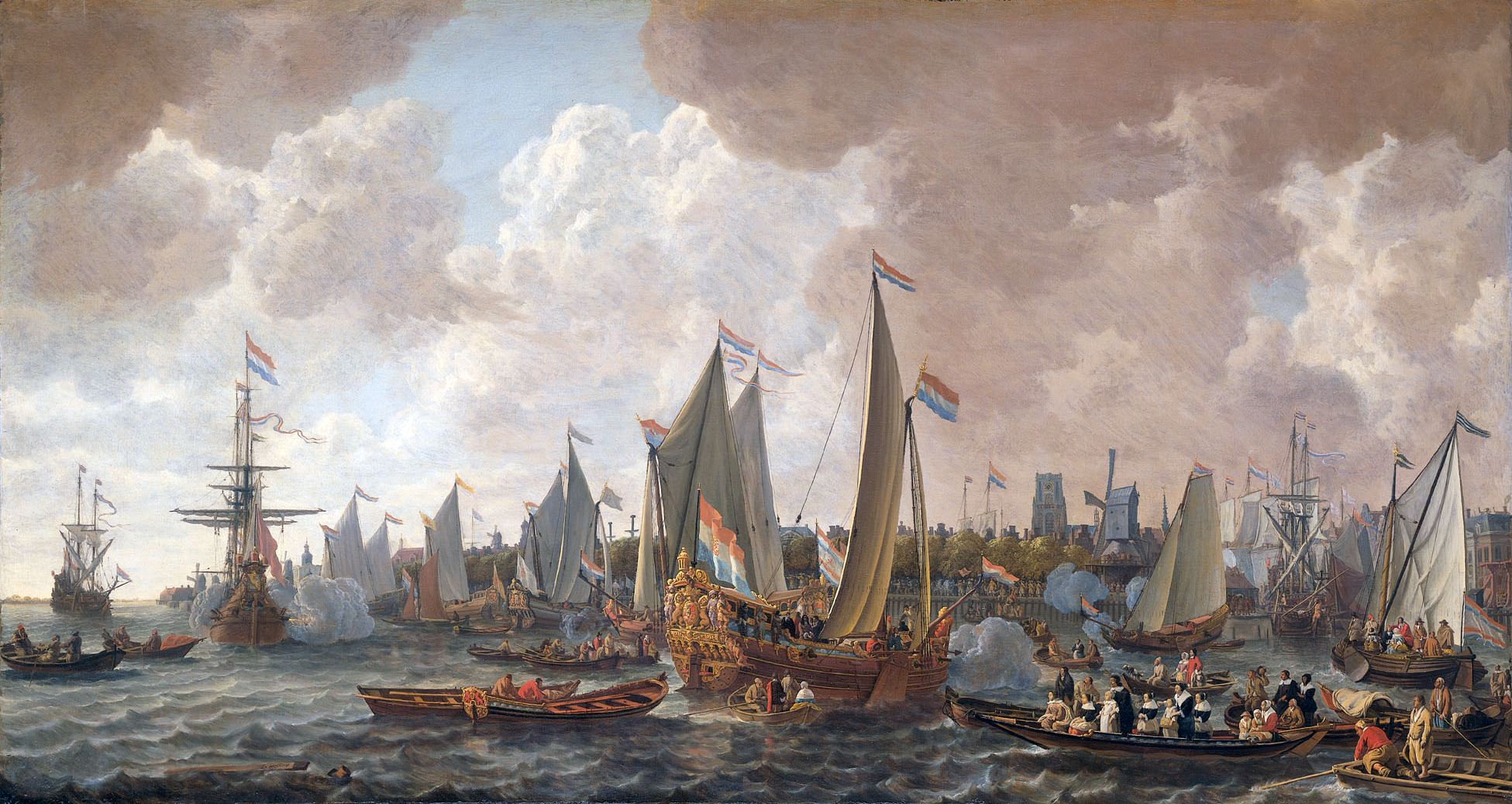
イングランド王位に就くためにロッテルダムを出港するチャールズ2世の艦隊。

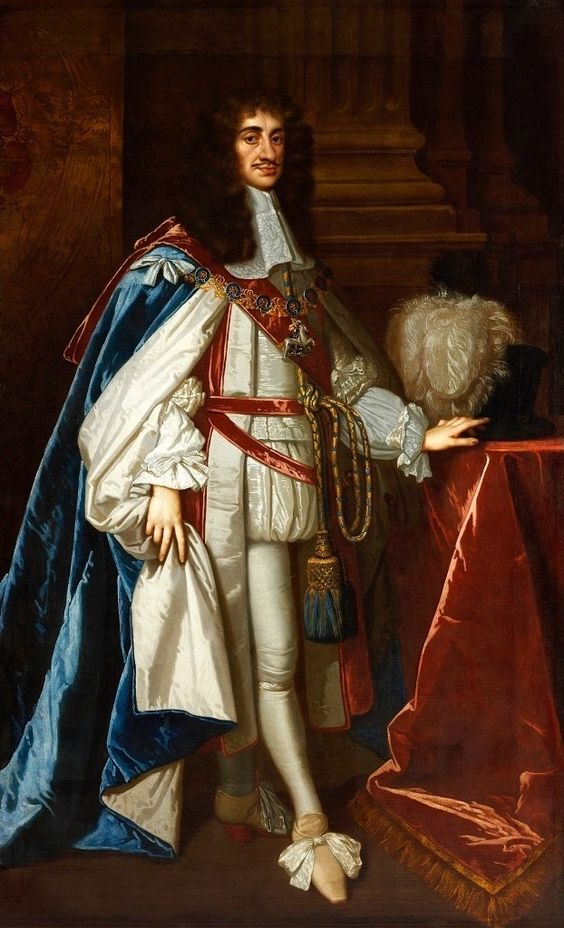
チャールズ2世

1660年、王制復古の宣言がされると、ロバート・ブレイクの死後ジェネラル・アット・シーの筆頭格だったジョージ・マンク将軍（後の初代アルベマール公）が王党派に転じ、後任のジェネラル・アット・シーであるエドワード・モンタギュー（後の初代サンドウィッチ伯爵）に対し、艦隊を率いて国王を亡命先のオランダへ迎えに行くよう指示した。モンタギューはこの頃地方に隠遁していたが、当時モンタギュー家の執事だったサミュエル・ピープスをロンドンに残し、彼を通じて議会の動向を把握しており、マンクの指示に従ってイングランド艦隊を掌握し、オランダからチャールズ2世を連れ帰った。
このように、イングランド海軍は王政復古に際し、全艦隊を挙げて王党派に転じたことでチャールズ2世によってその忠誠を賞され全幅の信頼を得、ロイヤルの称号が与えられて「ロイヤル・ネイビー（国王の海軍）」となった。ピープスは王政復古後、ネイビー・ボード長官やイギリス海軍本部書記官といった公職を歴任し、議会によるコントロール下の海軍の制度を整備し、共和国時代の負債解消に務めた。そのため、彼は「イギリス海軍の父」とも呼ばれている。

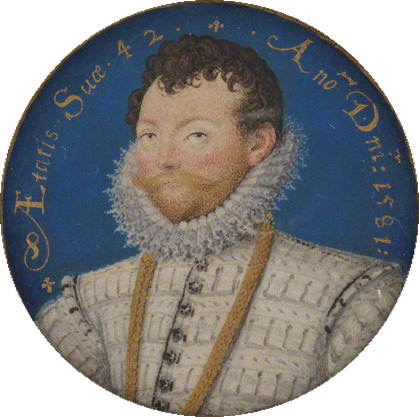
フランシス・ドレーク
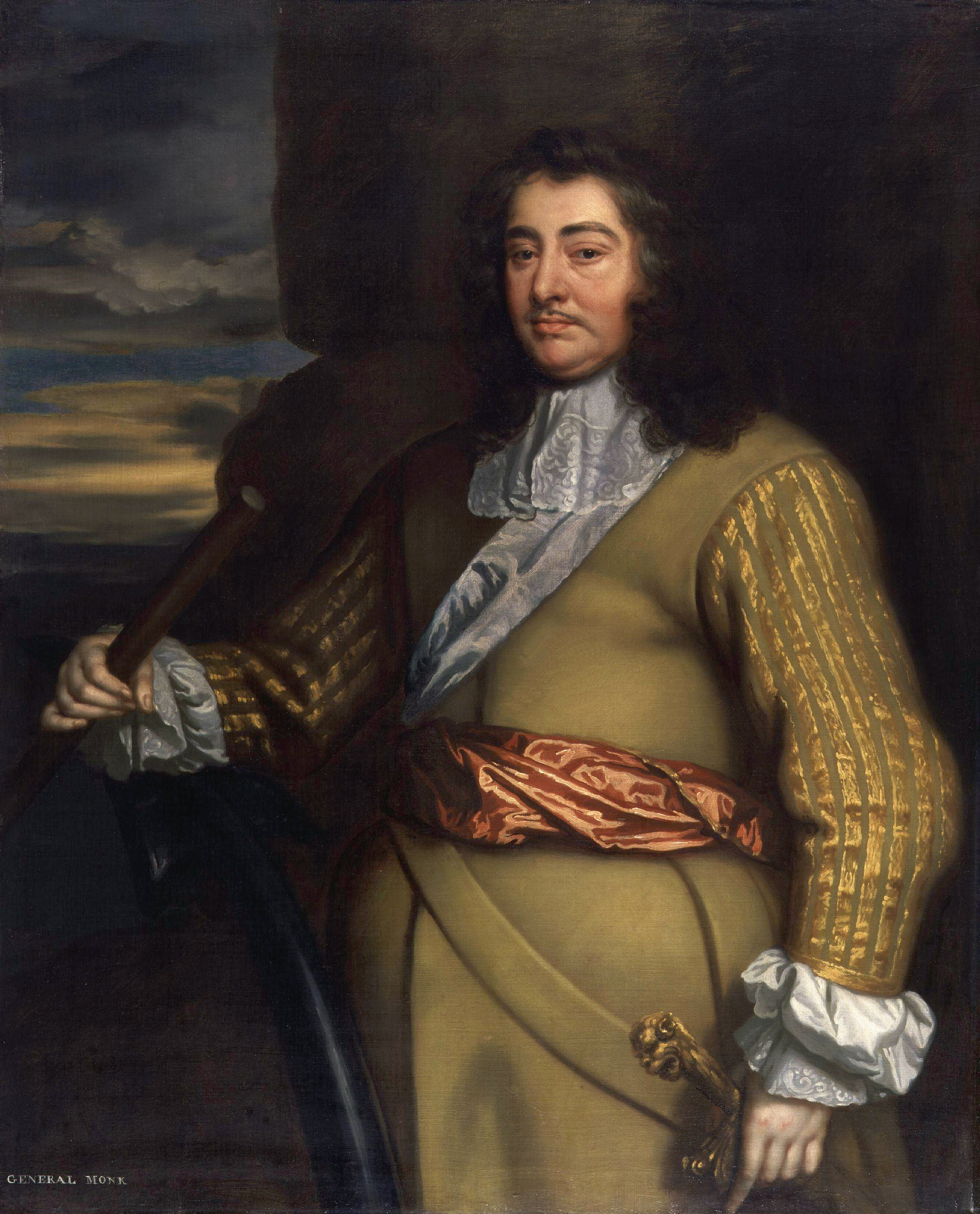
ジョージ・マンク
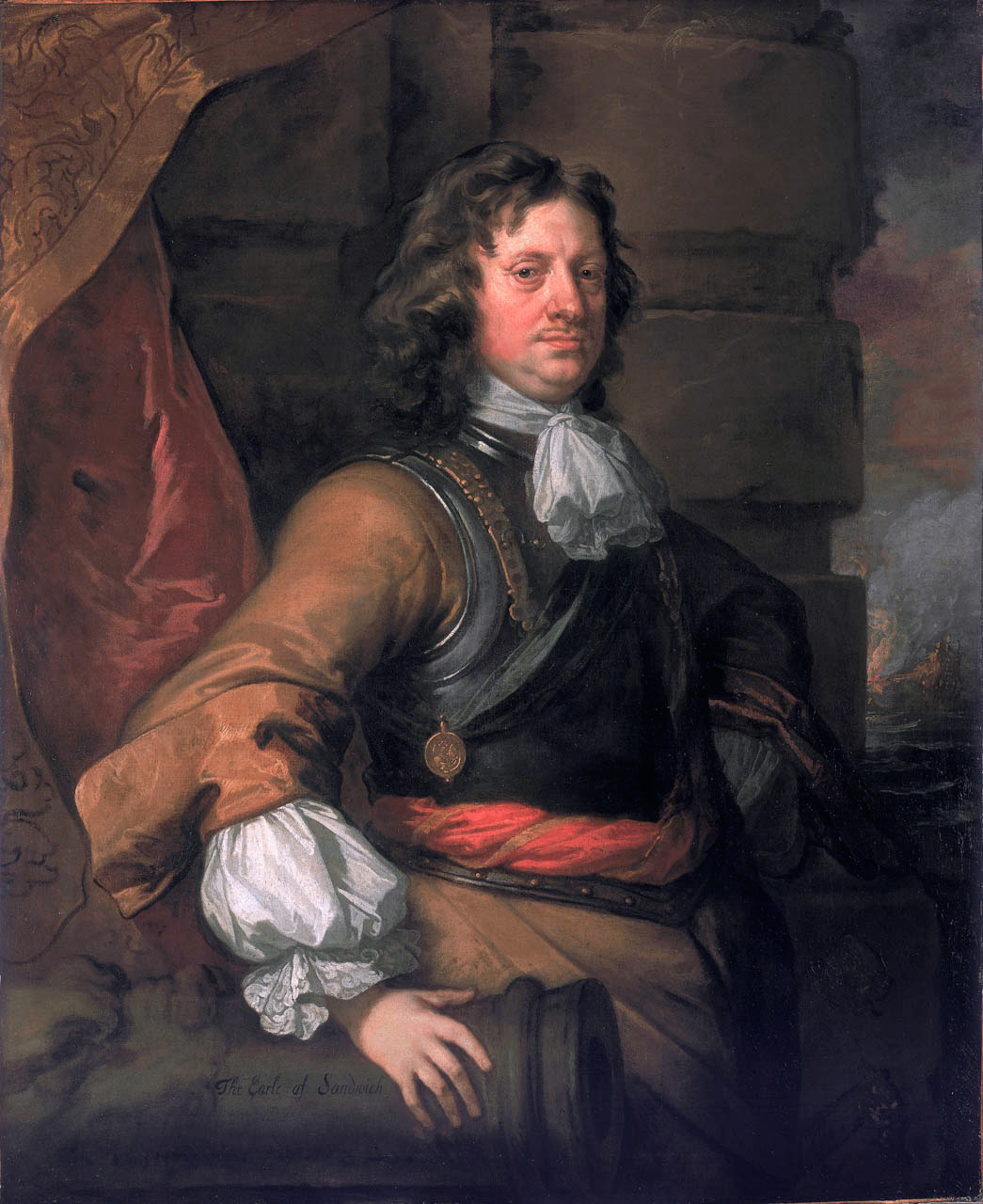
初代サンドウィッチ伯爵エドワード・モンタギュー
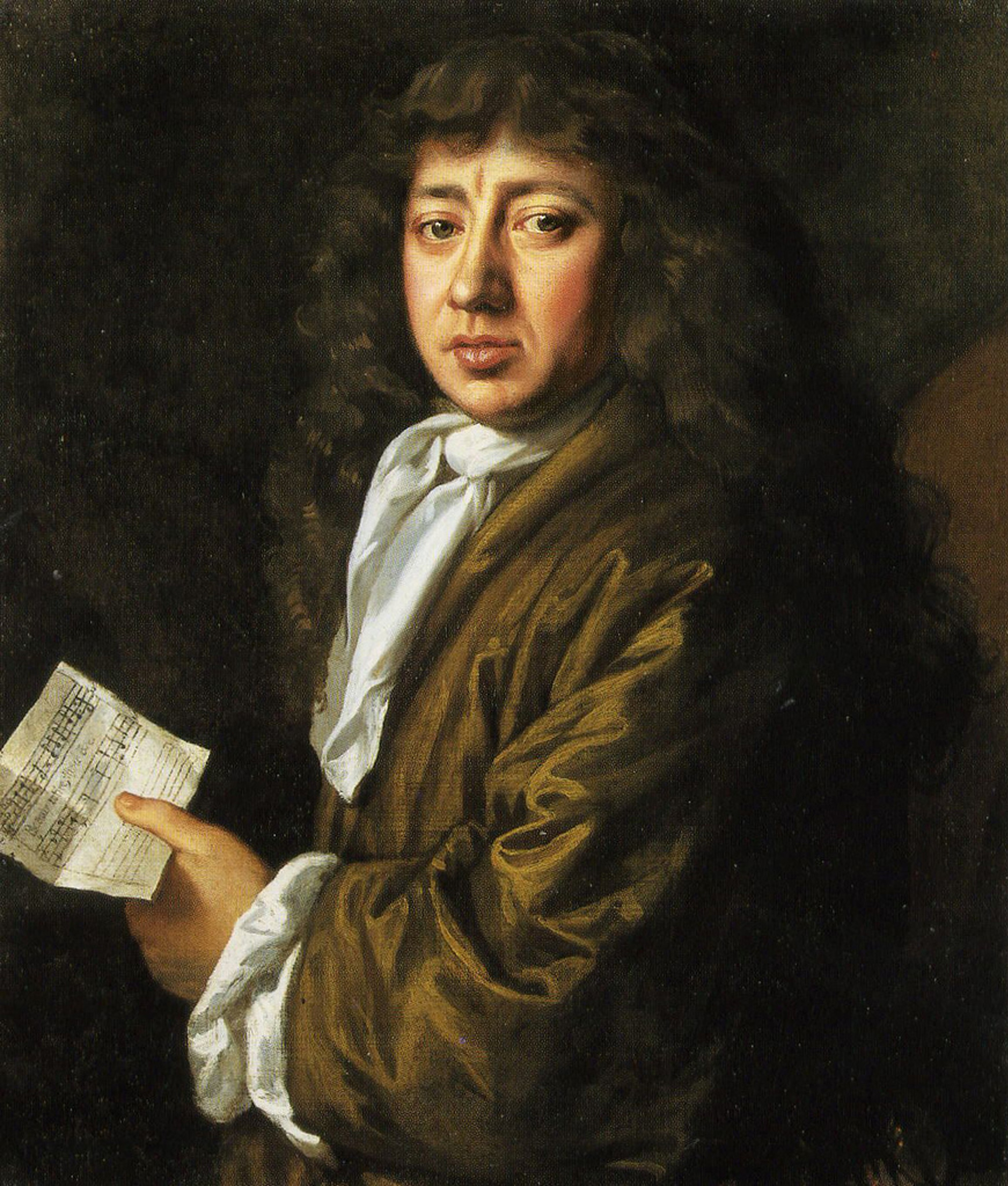
サミュエル・ピープス

### 世界進出
第2次と第3次英蘭戦争においてイギリス海軍は敗北した。その後、緩やかに世界で最強の海軍へと発展していったが、18世紀前半になるとイギリス海軍は他国の海軍に比べて財政的問題が深刻化し、活動と管理に悪影響を及ぼした。しかし、イギリス政府は債券を通して海軍に融資する方法を編みだし、資金を得たイギリス海軍は他国の海軍に対処する封鎖の戦略を開拓し始め、常に高い士気、優れた戦術と戦略の段階的発展、多量の資源に支えられた。
1805年から1914年まで、「ブリタニアは波頭を制す」（Britannia rule the waves、派生してルール・ブリタニアの詩・愛国歌として知られる）という言葉通り、世界中の海で圧倒的な支配力をもった。1805年以前もイギリス海軍の戦略的な失敗は、アメリカ独立戦争中に行われた1781年のチェサピーク湾の海戦だけで、この時は有能なコント・ド・グラス（Comte de Grasse）の指揮するフランス艦隊に敗北した。
イギリス海軍の水兵が“ライミー”と呼ばれることがあるが、これはビタミンC不足による壊血病を防ぐ目的で、この時代に彼らにレモンやライムを支給するようになったことに由来する。

### ナポレオン戦争

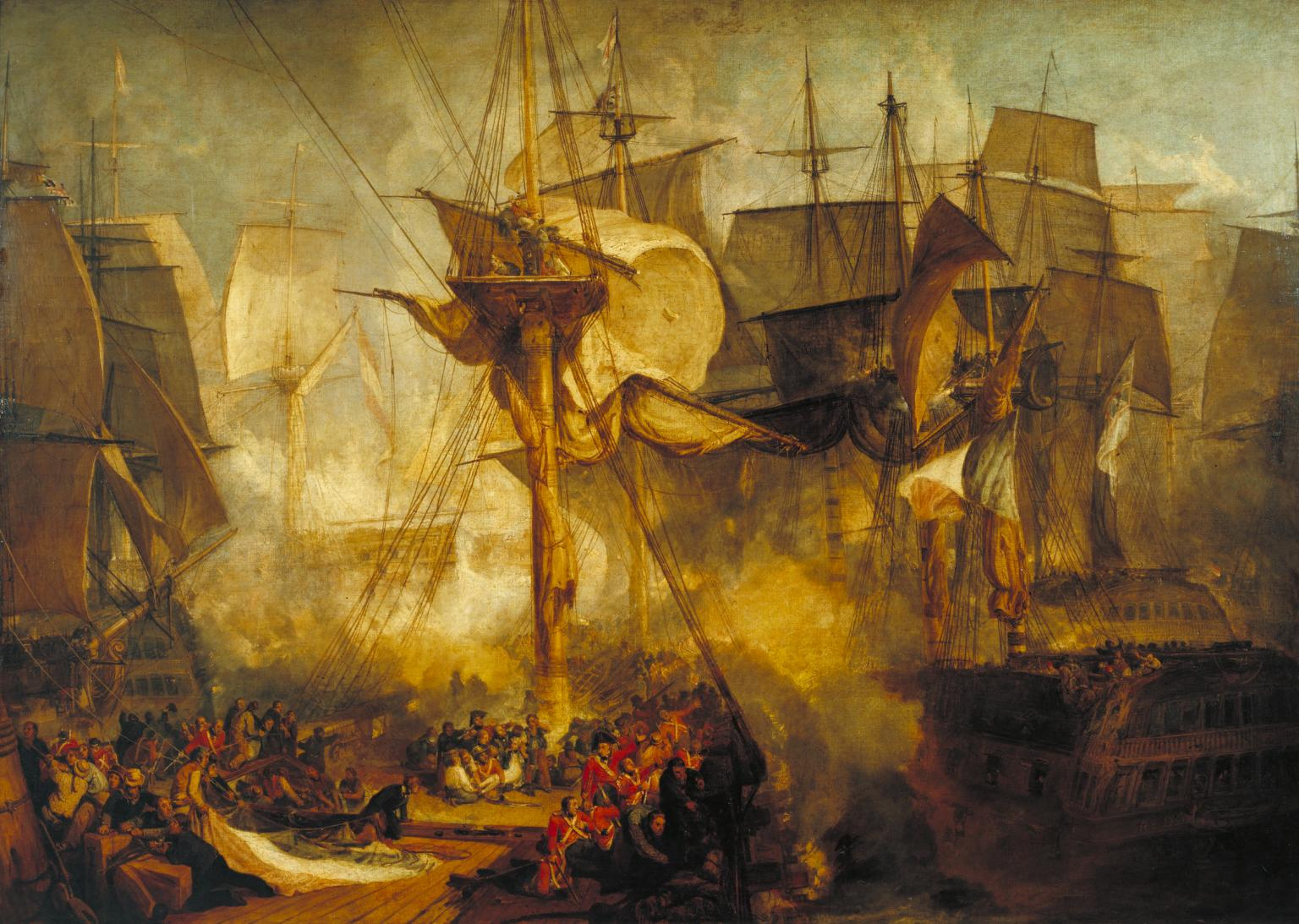
トラファルガー海戦

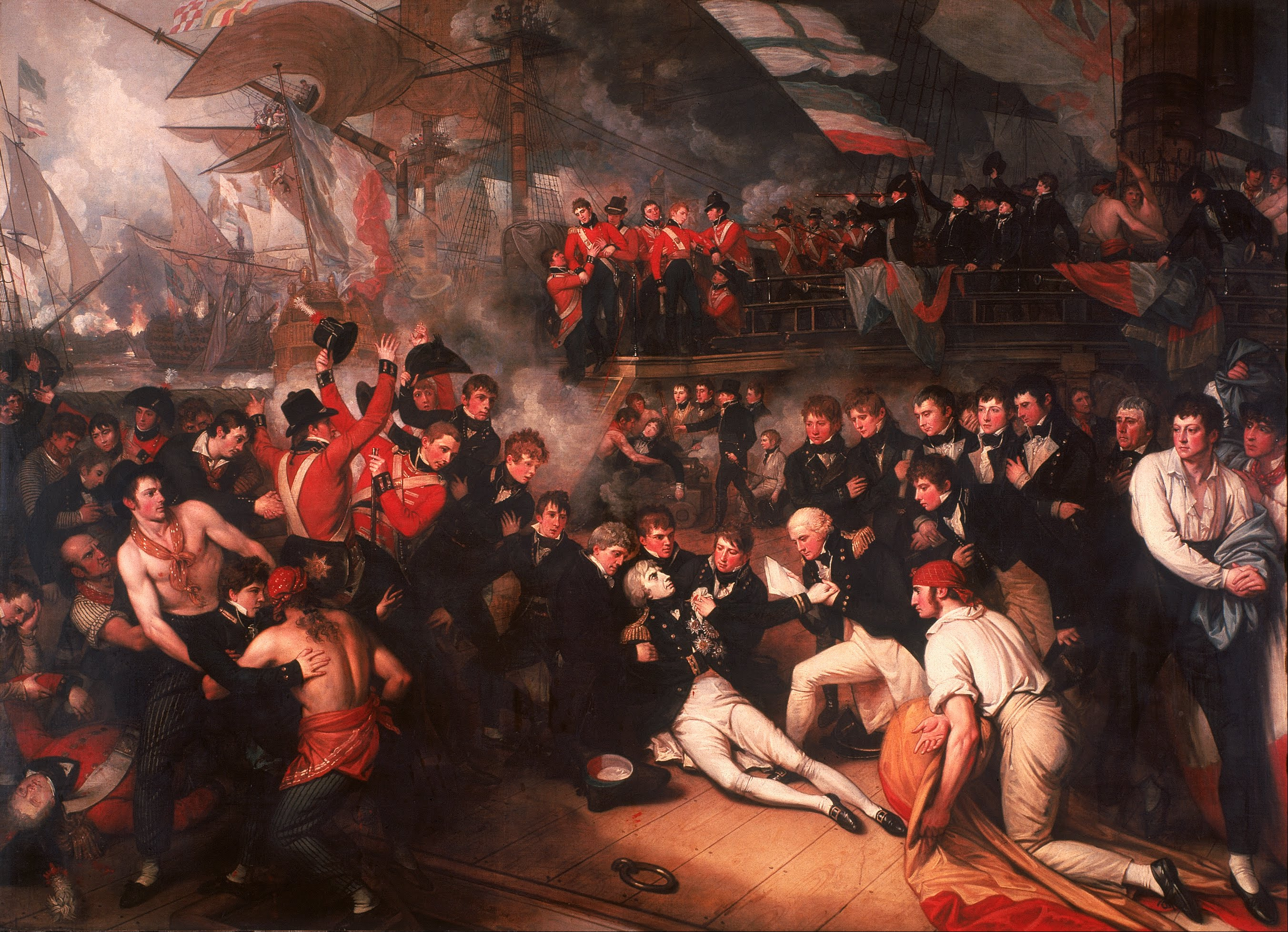
ネルソン提督の戦死

ナポレオン戦争開戦時にはイギリス海軍の能率はピークに達し、全ての海軍に対して優位を占めるに至った。エジプト・シリア戦役では当初フランス軍に後れを取った対仏大同盟側がナポレオンの意図をくじくことに成功したのは、ナイルの海戦での勝利をはじめホレーショ・ネルソン提督率いるイギリス海軍の活躍あってのものであった。さらに1805年10月21日のトラファルガーの海戦では、フランス軍によるグレートブリテン島本土侵攻の危機を打ち払う偉大な業績をあげた。数も少なく船も小型であったが、ネルソン卿指揮下の熟達した艦隊は、彼自身の生命を引き換えに、フランス・スペイン連合艦隊を相手に決定的な勝利を手にした。
トラファルガーの勝利は、ヨーロッパ諸国の制海権に勝るイギリスをより有利な立場にし、イギリス海軍は制海権を握ることで、必要な時に必要なだけの兵力を世界中に展開する戦略を確立していった。これは七年戦争を含めて19世紀の間に行われたイギリス帝国の建設で効果が証明された。
ナポレオンはイギリスの制海権と経済力に対抗するため、イギリスと取引するヨーロッパの港を閉鎖した（大陸封鎖令）。また、多数の私掠船を認可し、フランス領の西インド諸島から西半球のイギリス商船に圧力をかけた。イギリスは私掠船のために貴重な戦力を割くこともできず、そもそも大型な船は快速で機動力のある私掠船を追跡して撃破するには効果的ではなかったため、小型軍艦を建造して対応することにした。イギリス海軍は伝統的なバーミューダ様式のスループ帆船を発注し、その他にも多数の小型軍艦を用意した。
ナポレオン戦争中の1812年に、アメリカ合衆国がイギリスに宣戦布告してカナダに侵攻し、米英戦争が勃発した。より巧みに設計されたアメリカのフリゲートは、イギリスの軍艦より重いにも関わらず、より快速であった。そのため、幾度かイギリスの軍艦が敗北を被ることがあり、海軍本部はフリゲートとの交戦を禁止するほどであった。また、アメリカの私掠船による被害も深刻であった。しかし、イギリス海軍は徐々にアメリカの海上封鎖を強化していき、実質的に全ての取引を阻止した。アメリカ海軍のフリゲートも港に留まるか、拿捕の危険を冒すことを強要させた。
第一次対仏大同盟の結成以来、1815年にナポレオン戦争が終結するまで、イギリス海軍は344隻の船の103,660名の船乗りを失った。この損害は、民間の船乗りの海軍への強制徴募や、犯罪者にペナルティとして海軍への入隊を命じることで補填された。

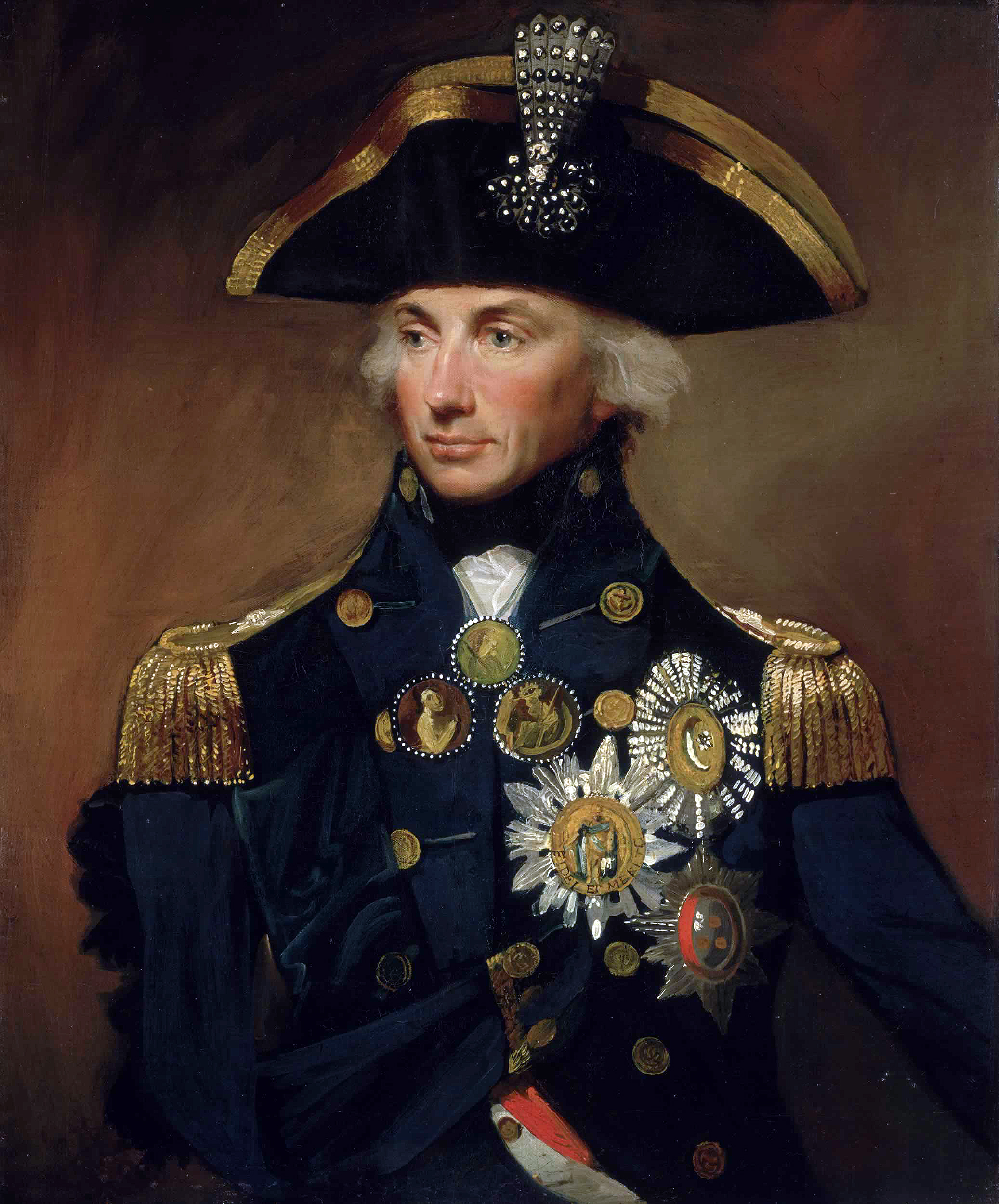
ホレーショ・ネルソン提督
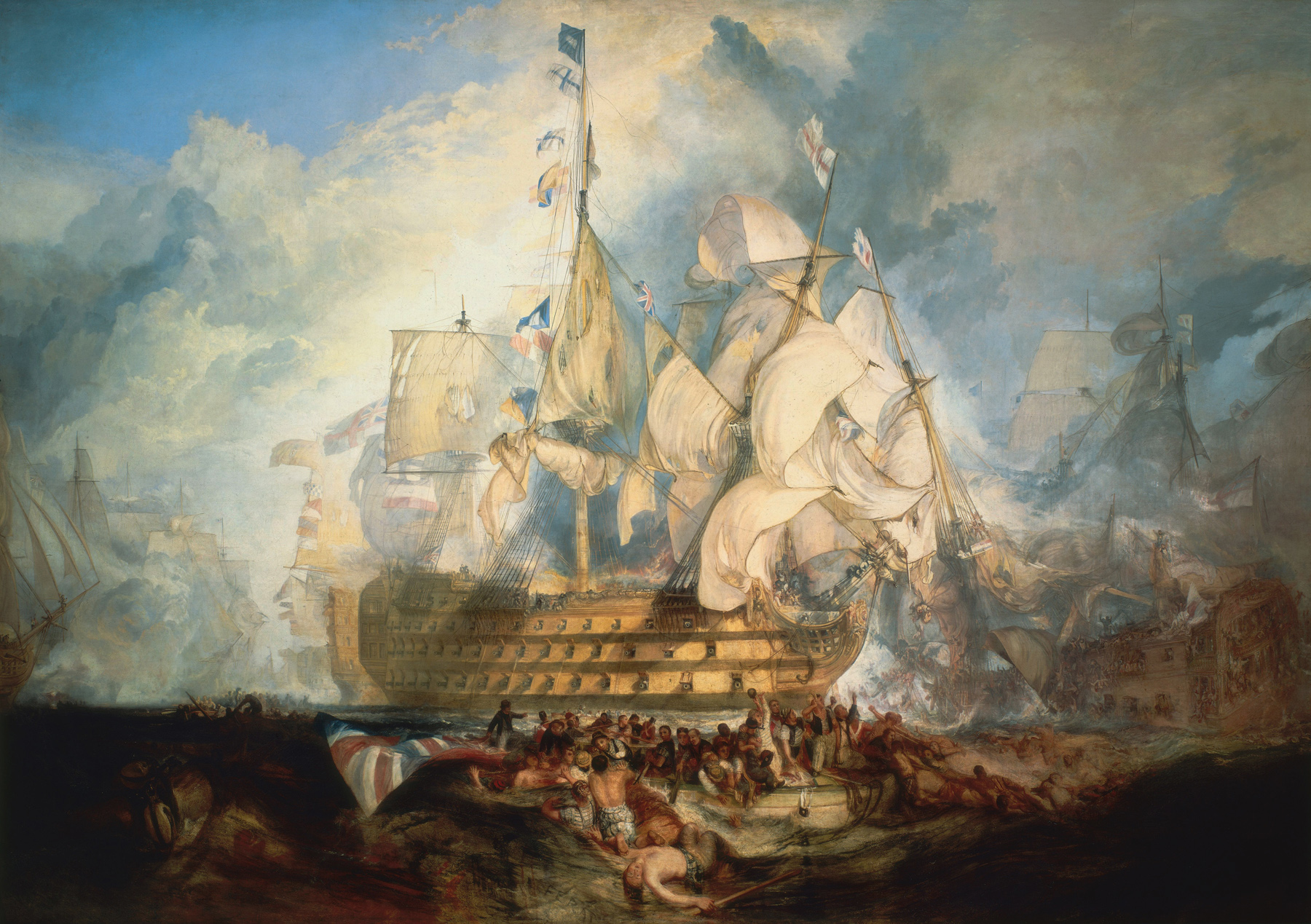
ヴィクトリー号、旗旒信号は「英国は各員がその義務を尽くすことを期待する」

### 改革と近代化

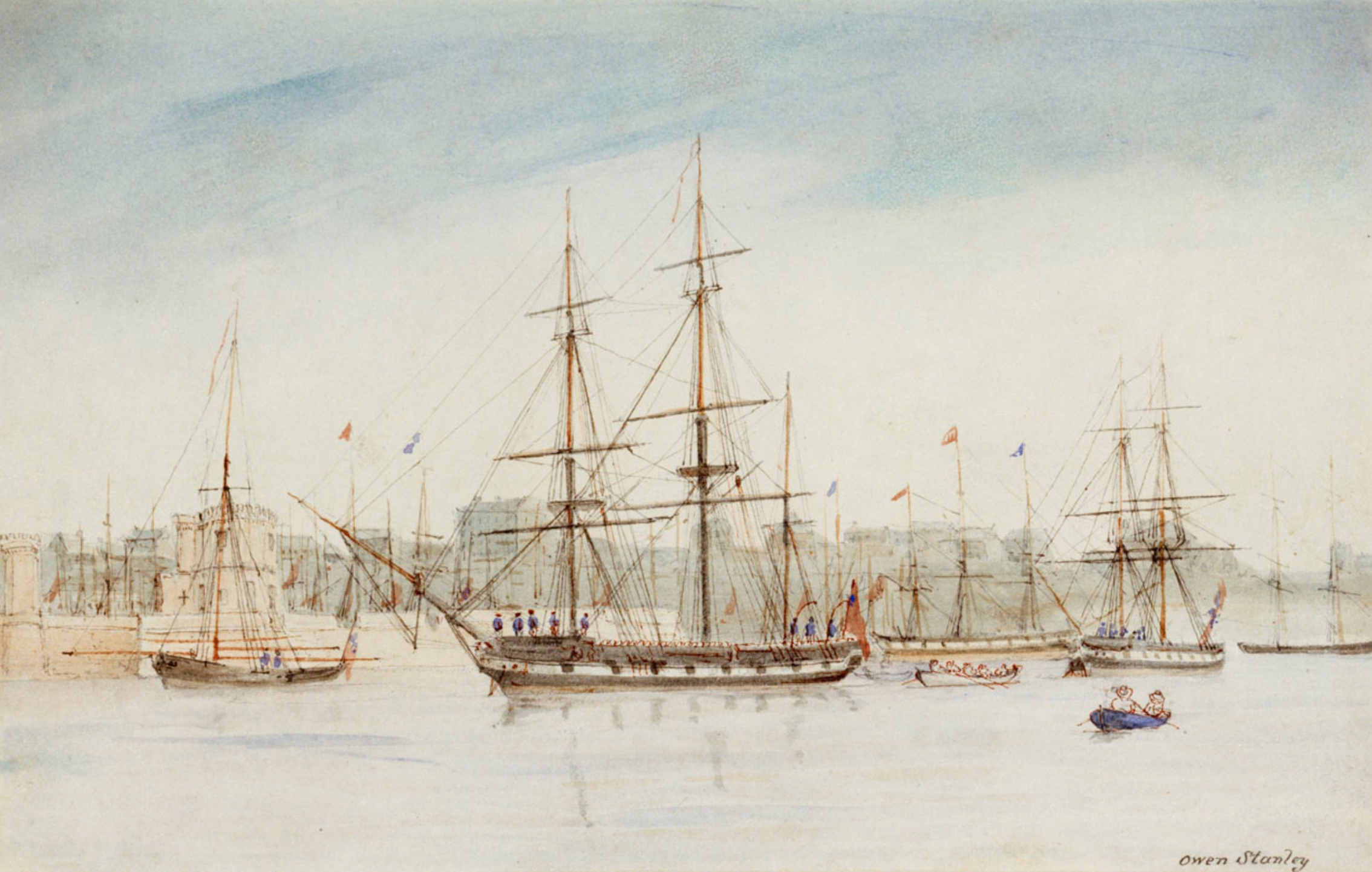
チェロキー級ブリッグ、ビーグル (HMS Beagle)。

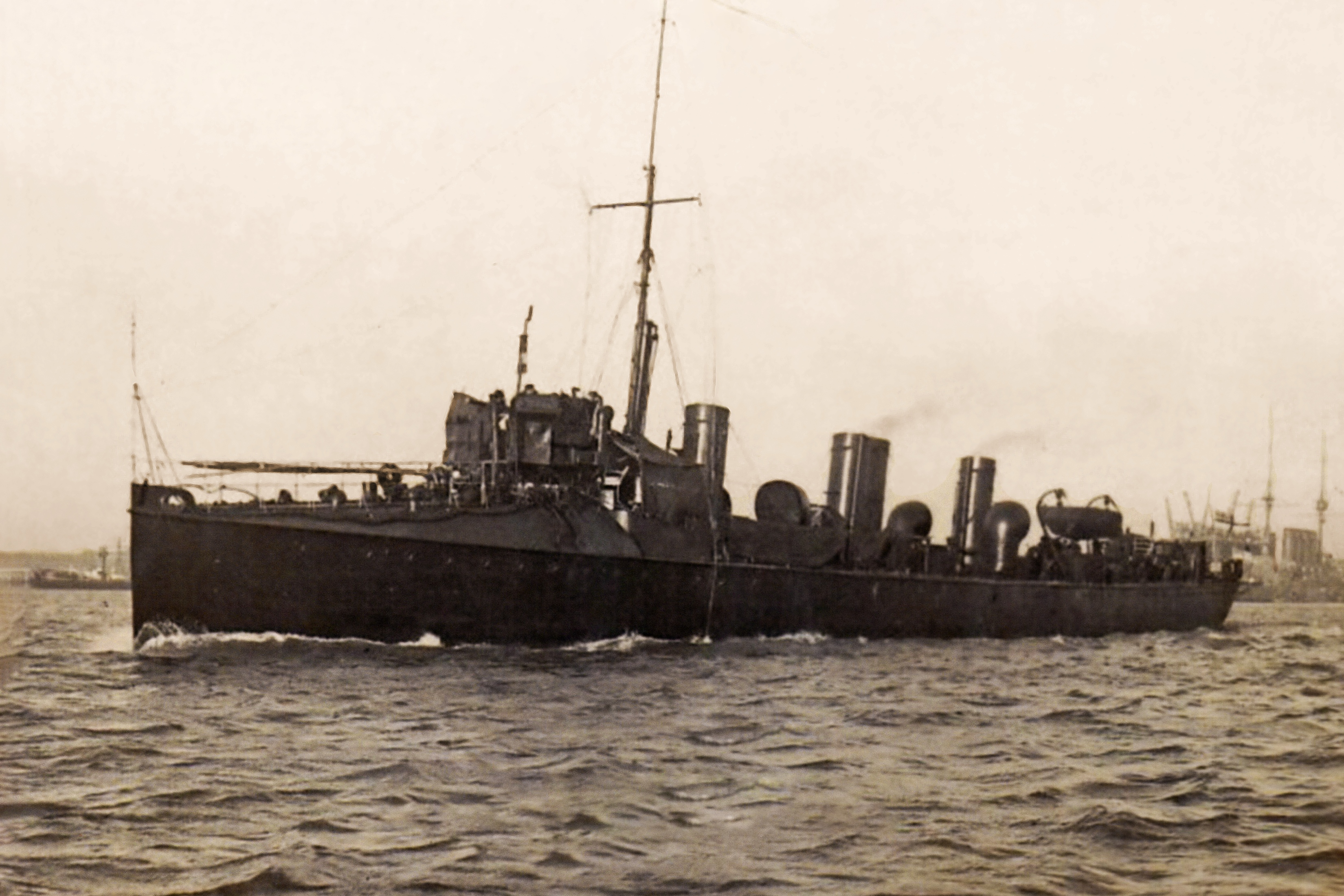
石炭船との速度比較に使用された世界で初めて重油を使用した戦闘艦スパイトフル

19世紀の間、イギリス海軍は海賊行為を抑えるため、強制的な奴隷売買の禁止を行い、世界地図を作り続けた。現在もアドミラリティー・チャートが存続している。海図作成の過程で海域や海岸の調査の任務も行い、チャールズ・ダーウィンは測量帆船「ビーグル」に乗って世界中を回り、航海中に行った観察の過程で進化論を導き出した。極地探検もナポレオン戦争後の比較的平和な時代のイギリス海軍が熱心に取り組んだ事業であり、北極圏を通る北西航路の遠征（フランクリン遠征など）や、南極大陸への遠征（ジェイムズ・クラーク・ロスの遠征や、ロバート・スコットが南極点を目指したテラノバ遠征など）が海軍により組織されたが、多くの困難に直面し犠牲を出した。
イギリス海軍での生活は今日の水準と比較して厳しかったと言われている。規律が厳しく、戦時規約に服従させるためむち打ちが用いられた。法律では戦時に海軍の人員が不足した際は、徴兵が認められていた。この徴兵の方法は、徴募官と兵士が対象者のところに突然現れ、令状を突きつけると有無を言わさず基地に連行してしまうという逮捕まがいの強制徴募であり、評判が悪かった。しかし、大半のヨーロッパ諸国とは異なり、イギリスは常備軍が小さかったため徴兵を実施する必要性はむしろ低く、徴兵は18世紀と19世紀の前期こそ多かったが、ナポレオン戦争の終結と共に廃止された。
19世紀半ばまでイギリス海軍では「高貴なる義務感（noblesse oblige）」を備え、幼児期からリーダーとしての教育を受けた者が将校としての優れた素質を持つという考えが支配的だった。そのため、イギリス海軍では知的な能力や実績よりも勇敢さや名誉などが重視された。当時の海軍将校は12〜14歳で艦長或いは将官の縁故による任命で艦船に乗り込むことからそのキャリアを始め、艦長の保護の元実地経験を積むのが一般的であった。イギリス海軍のネルソン提督（Horatio Nelson）は「海軍将校にとって必要な教育は、ダンスとフランス語だけでそれ以外は勘で仕事ができる」と豪語したと伝えられる。縁故により採用された少年たちはその後2年間程度の経験を経て、少尉候補生へと昇進し、その上で6年間の経験をえて19歳になっていれば少尉へと昇進し、大尉として正式に任官される資格を経ることになる。そしていったん大佐になるとその先は完全な年功による昇進となり、予備役制度の存在しない当時は死ぬまで海軍任官リストで上位に上がっていくという仕組みだった。19世紀のイギリス海軍では、トラファルガー海戦を戦った年代の人間が上位のポストを独占し、大きな問題を引き起こしていた。
事態の打開策として、1847年には200人ほどの大佐を少将に昇格させた上で任官者リストから外す決定がされた。続いて1851年には現役の大佐の人数を450人に限定した。これらの手法は中佐や少佐にまで拡大され、海軍省による高級将校の人数の制御が行われるようになった。これらの一連の改革の一環として、1806年にはそれまで王立海軍アカデミーと呼ばれた海軍学校が王立海軍カレッジに改名されるとともに、施設も拡張され、理論的な教育を主体とした海軍学校が生まれた。しかし、保守的な将校団の反発によりこのような改革は徹底されず、ナポレオン戦争時になっても王立海軍カレッジの出身者は海軍将校全体の3%以下だった。改革を行う学校機能は、ポーツマスに1830年に係留されたエクセレント(HMS Excellent)での砲術学校に移り、砲術の体系的な訓練や高度な数学の教育が行われた。エクセレントでの実績により、1854年以降はイラストリアス（ illustrious ）が、1859年以降はブリタニア（ Britannia ）が士官学校として利用されるようになり、海軍省通達288号により、以後すべての海軍将校がここでの教育を受けることを義務付け、イギリス海軍における初の体系的な教育機関が完成した。
イギリス海軍は、世界海軍力第2位フランス海軍と同第3位ロシア海軍の艦隊戦力を合計した数と同等以上の戦力を整備するという二国標準主義が採用されてきた。これに基づき、19世紀末までにイギリス海軍はロイヤル・サブリン級戦艦といった強力な蒸気機関を持つ新型戦艦を建造し、強大な海軍力を維持し続けた。しかし、膨張した戦力は順調な世代交代を困難にし、旧式化した戦艦、数十年ほど経過した帆船も数多く残していた。

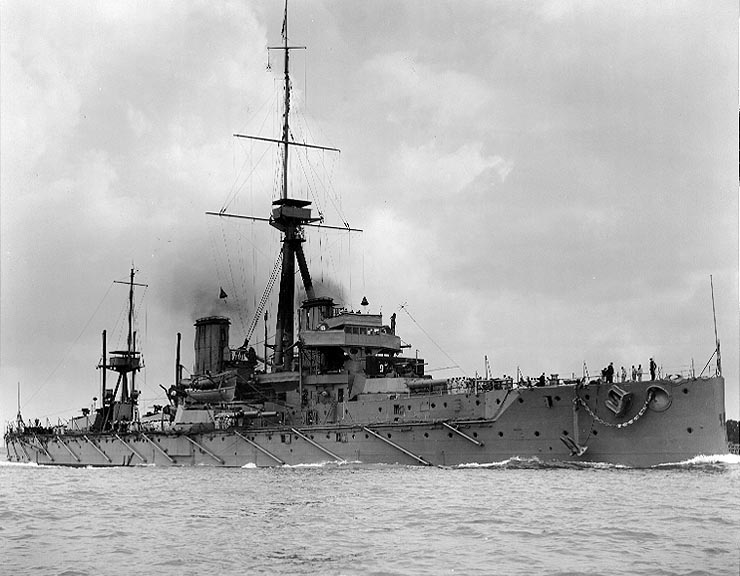
戦艦ドレッドノート (HMS Dreadnought)

第一海軍卿のジョン・アーバスノット・フィッシャーはそれらの旧式化した艦船の多くを退役させるか、廃棄させることで資金と人材を生み出し、新造艦の建造を可能にした。特にフィッシャーは全て大きい砲で統一するという海軍史に最も影響を与えた戦艦「ドレッドノート」の開発に尽力した。また、ビッカース社のジョン・フィリップ・ホランドが設計した潜水艦も購入し、潜水艦の導入と艦船の燃料を石炭から重油に切り替えることも奨励した。燃料の切り替えは、実験とパーソンズが開発した新式の蒸気タービンによって速度と航続距離の向上に繋がった。
エクセレント (HMS Excellent) の艦長パーシー・スコット (Percy Scott) は新しい砲撃訓練の計画と中央射撃管制所を導入した。これは命中精度の改善と効果的な戦闘ができるようになった。

### 第一次世界大戦と軍縮条約

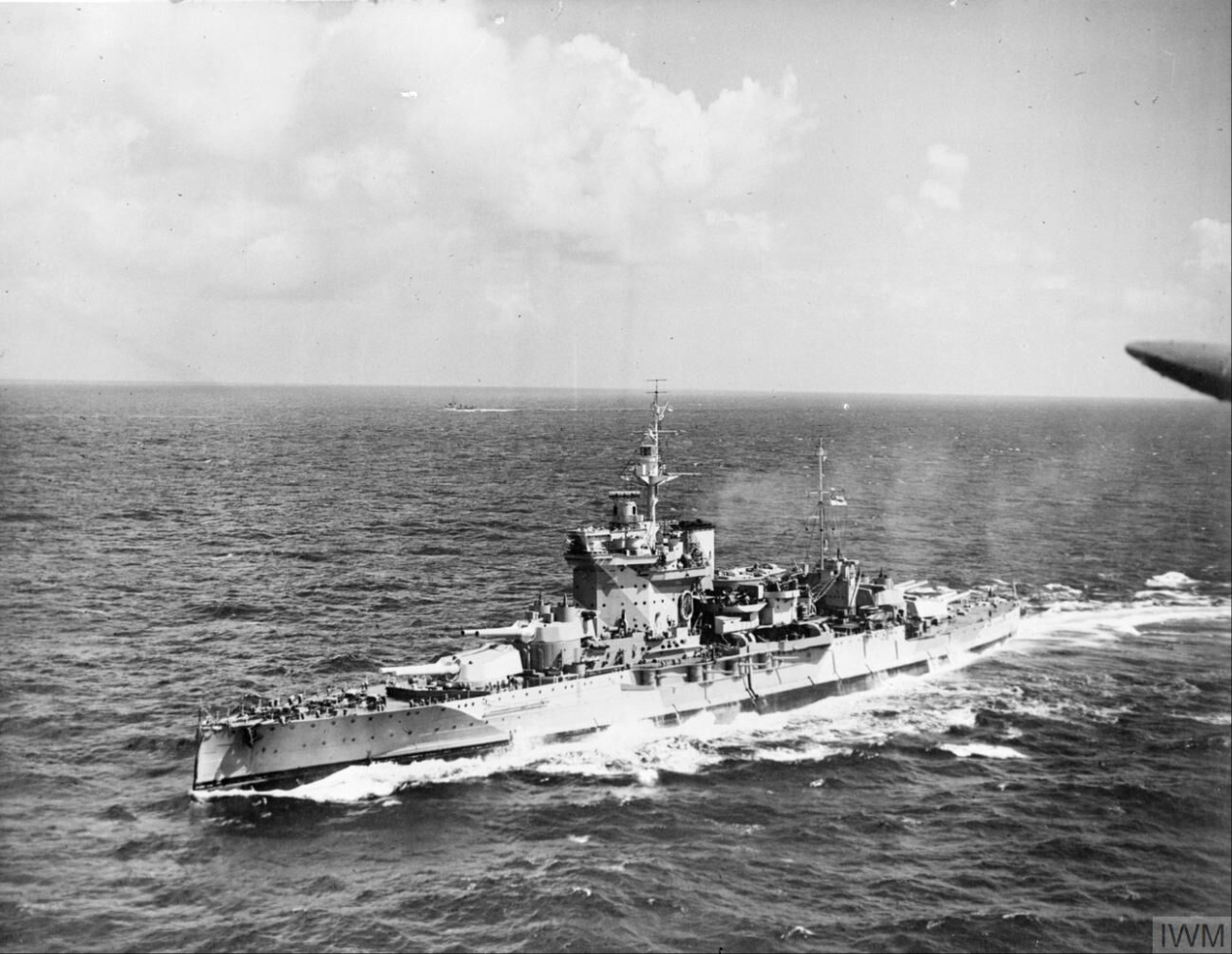
クイーン・エリザベス級戦艦ウォースパイト (HMS Warspite)

イギリス海軍は第一次世界大戦で、食料・武器・原材料をイギリス本国に供給し続けることと、ドイツの無制限潜水艦作戦を負かすのに不可欠な役割を演じた。
「ドレッドノート」の竣工に伴い、弩級戦艦の時代が始まった。ドイツ海軍との建艦競争により、イギリスはフランスとロシアに接近して植民地を巡る対立を解消した。第一次世界大戦でイギリス海軍のほとんどの戦力は、ドイツ海軍の大洋艦隊を相手に決定的勝利が得られる地点に引き込むべく、本国のグランドフリートに配備された。ドイツ海軍との決戦こそなかったが、ヘルゴラント・バイト海戦、コロネル沖海戦、フォークランド沖海戦、ドッガー・バンク海戦、ユトランド沖海戦など多くの海戦でドイツ海軍と戦った。特に最後のユトランド沖海戦は最も有名な海戦で、イギリス海軍は損害を代償に大洋艦隊を抑え込むという戦略目標を達成した。
1922年に個々の艦船の排水量と艦砲の口径を制限するワシントン海軍軍縮条約が5か国で締結された。第一次大戦終結直後であったことを受け、イギリスでは第一次大戦時の主力艦を廃棄し、口径が15インチ以下の艦船の建造計画を中止することが決定された。排水量4.8万トン、18インチ砲9門のN3型戦艦と同量の排水量と16インチ砲9門の装備を予定したG3型巡洋戦艦がキャンセルされた。また、大型軽巡洋艦の「グローリアス」、「カレイジャス」、「フューリアス」が航空母艦へと改装された。1920年代に新しく艦隊に加わる艦船はネルソン級戦艦2隻、カウンティ級重巡洋艦15隻、ヨーク級重巡洋艦2隻など最小限に抑えられた。
第一次世界大戦中に保有していた軍艦は旧式化が進行していた上、アメリカでは12隻の新鋭主力艦の建造、日本では同8隻の建造の話がイギリス海軍に伝わっており、海軍本部は権益保護を維持するための建造計画を立てていた。しかし、第一次世界大戦でドイツ海軍という仮想敵国を失ったことにより1918年総選挙で自由党連立派の失速に代わって躍進した労働党による第1次マクドナルド政権（1923年総選挙も参照）は労働者階級の救済と軍縮を主張し、イギリス海軍の1920年度予算では見積もりの半分に近い6,000万ポンドに抑えることが求められた。政府は10年間の戦争を想定しない戦力の整備を軍に求める圧力をかけた。「条約型」の主力艦のみを整備することで、海軍の技術、訓練のみならず、造船所の維持ができないことなどの危険性をデイヴィッド・ビーティーが訴えたが、国債の償還、失業対策、貿易の赤字収支化にともなう経済対策といった諸要因から、政府が予算枠を決めて軍が枠内で用途を決める手法に切り替わり、1933年度の5,350万ポンド、1934年度の5,650万ポンドと予算削減が続いた。ビーティーが海軍本部を去る際には、「重要な仕事の多くは完全に延期されるか、ゆっくりと行うことになった。長い平和が続いていってほしいという期待だけが、その理由付けであった。」と語った。
1930年のロンドン海軍軍縮会議では1937年まで主力艦の建造を延期し、巡洋艦・駆逐艦・潜水艦に対する制限が見直された。国際間緊張の増加に伴い、1935年に第二次ロンドン海軍軍縮会議が開催された。1938年までの制限を設けられたものの、実際はないがしろにされ、海軍拡張の急進を止めるには至らなかった。それにも関わらず、イギリス海軍は排水量35,000トンに14インチ砲を装備したキング・ジョージ5世級戦艦をはじめ、空母「アーク・ロイヤル」、イラストリアス級航空母艦、タウン級軽巡洋艦、クラウン・コロニー級軽巡洋艦、トライバル級駆逐艦など再軍備は制限に基いて行われていた。新造艦に加え、旧式戦艦、巡洋戦艦、重巡洋艦に対空火器を増強する改装も行われた。結果、第一次世界大戦時の老朽艦、条約制限に固執した設計と無制限化後に設計された戦間期の建造艦などからなる混成の艦隊のまま、第二次世界大戦に参戦した。しかし、旧式艦は第一次世界大戦時と比べて小型で旧式であったが、強力な存在であった。

### 第二次世界大戦

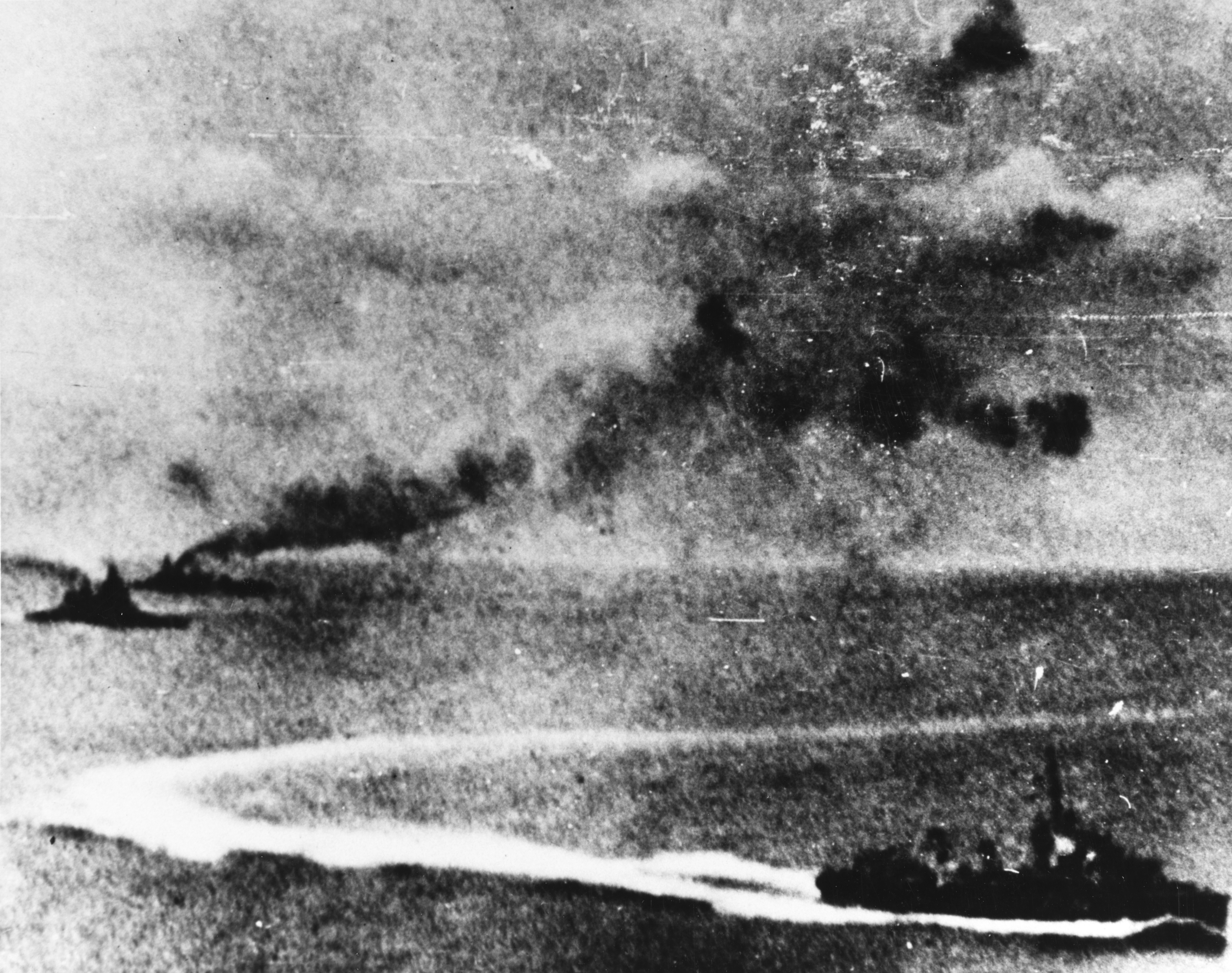
マレー沖海戦で日本軍機の攻撃を受け回避行動を行うプリンス・オブ・ウェールズとレパルス

イギリス海軍は第二次世界大戦でも、オーストラリアなどのイギリス連邦諸国や植民地、同盟国のアメリカなどから食料、武器、原材料をイギリスに供給し続けることと、大西洋の戦いにおいてドイツの無制限潜水艦作戦を負かすのに不可欠な役割を演じた。またビスマルク追撃戦やタラント空襲において空母が海戦において大きな影響力を持つ事を自ら証明し、その戦略は大きな転換点を迎えることになる。
第二次世界大戦の初戦から、イギリス海軍はダンケルクやクレタからの撤退時のように劣勢であれば庇護を提供した。巡洋戦艦「フッド」がドイツ海軍の戦艦「ビスマルク」に撃沈された時や、マレー沖海戦で戦艦「プリンス・オブ・ウェールズ」と巡洋戦艦「レパルス」が日本海軍の航空隊に撃沈された時は海軍の威信に対する打撃は大きかった。制海権を維持するためには北アフリカ上陸、シシリー島上陸、ノルマンディー上陸のように陸海空共同作戦が不可欠で、空母が主力艦となったのは明らかであった。
ヨーロッパ大陸へ連合軍の上陸後、海軍はスヘルデの戦いのような海岸近くの戦闘で火力支援する程度まで役目は減った。

### 冷戦

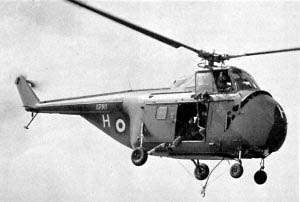
ホワールウィンド対潜ヘリコプター

大戦終結後、イギリス帝国の衰退とイギリスの経済難は、イギリス海軍に規模と能力の縮小を強要した。そして、より強力となったアメリカ海軍は世界的平和を維持するためイギリス海軍の役割を引き継いだ。しかし、ソビエト連邦の脅威と世界的なイギリスの責任により、海軍に対する新しい役割が生まれた。1960年代に最初の核兵器を導入し、その後しばらくして核抑止力の維持に責任を負うようになった。
第二次大戦ではノルマンディー上陸作戦などの経験を経て、3軍が互いに助け合うような統合軍の必要性が明らかになった。しかし、これは3軍の中で海軍の上級という枠組みの消失を意味し、海軍委員会の意思決定権が弱まることであった。一方で、陸軍や空軍が大幅に縮小される中、イギリス海軍は戦中と戦後のインフレーションを考慮に置いても戦前と同水準の予算、2億6,690万ポンドが付けられていた。スエズ動乱を経て、翌1957年のサンディーズ白書（1957年度国防白書）では、3Vボマーやブルースチールといった核武装の責任を負うイギリス空軍の予算が増額されるようになった。アメリカにおける1946年原子力法の成立後、イギリスは独自の核開発に予算を割いてきたが、空軍の核武装は財政的にも、技術的にも結果的に失敗した。1962年にナッソー協定の下、アメリカから潜水艦発射型ミサイルのポラリスを取得できるようになると核抑止力はイギリス海軍が負うようになった。ポラリス・ミサイルシステムは費用がかからず、維持費もそれほどかからなかった。
この新たに始まった冷戦へ対応するため、国防政策は切り替えられ、各海域の艦隊が再編された。1967年にはスエズ以西を西方艦隊、スエズ以東を極東艦隊に改編し、冷戦後期には北大西洋でソ連の潜水艦を撃沈するため、イギリス海軍は対潜空母と小型の駆逐艦とフリゲートで編成された。しかし、大戦後にイギリス海軍が行った最も大規模な作戦は、ソ連やその同盟国との交戦ではなく、同じ西側諸国の1国であるアルゼンチンに対してであった。

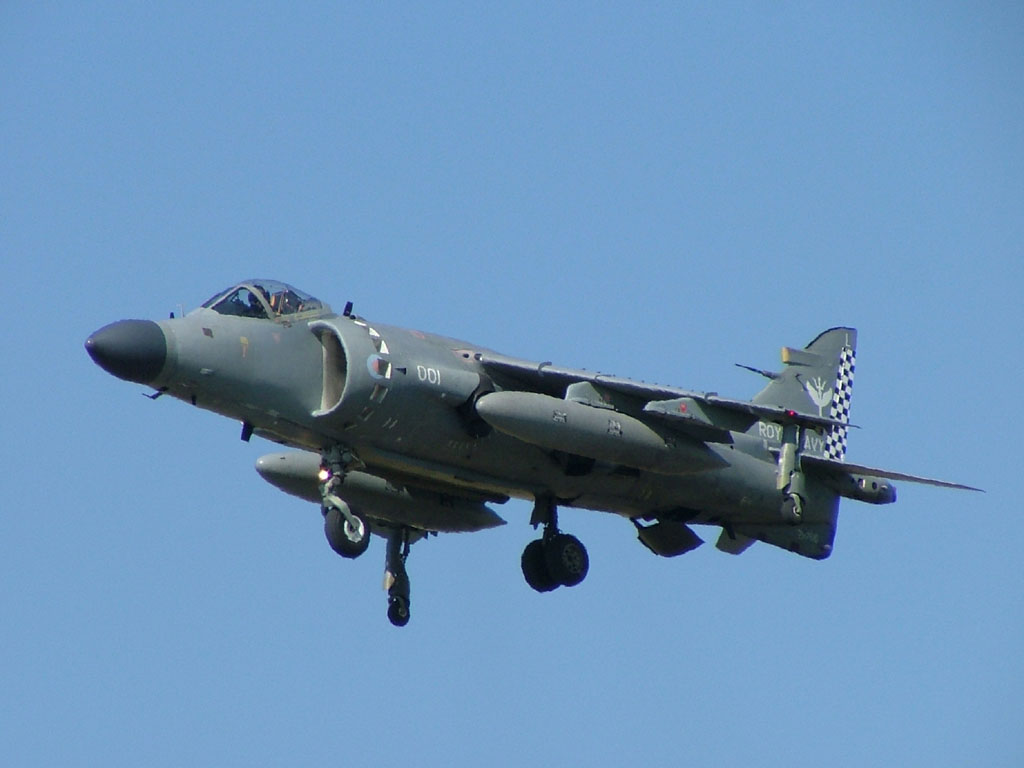
艦隊航空隊のシーハリアー FA.2 (BAE Sea Harrier)

1982年に、南大西洋に位置する植民地であるフォークランド諸島の領有をめぐり、アルゼンチンとの間に勃発したフォークランド紛争では勝利に貢献し、イギリス本国から約13,000kmも離れていても戦闘できることを証明したものの、アルゼンチン空軍機の巧みな攻撃により、駆逐艦2隻やフリゲート2隻をはじめ、民間徴用船など多数の艦艇を失った。原子力潜水艦「コンカラー」はアルゼンチン海軍の巡洋艦「ヘネラル・ベルグラノ」を撃沈し、史上初めて実戦において戦果を挙げた原子力潜水艦となった。この紛争は空母と潜水艦の重要性の強調だけでなく、20世紀後半においてもイギリス海軍が民間船の調達に依存しているという問題を露呈することとなり、また、駆逐艦2隻、フリゲート2隻、揚陸艦1隻、航空機輸送に使用されていたコンテナ船1隻の計6隻をも失い、他の艦艇も多くの損害を受けたことから、「マレー沖海戦で日本軍機の攻撃により戦艦2隻を失った悪夢の再現」とまで言われることとなった。

### 現在

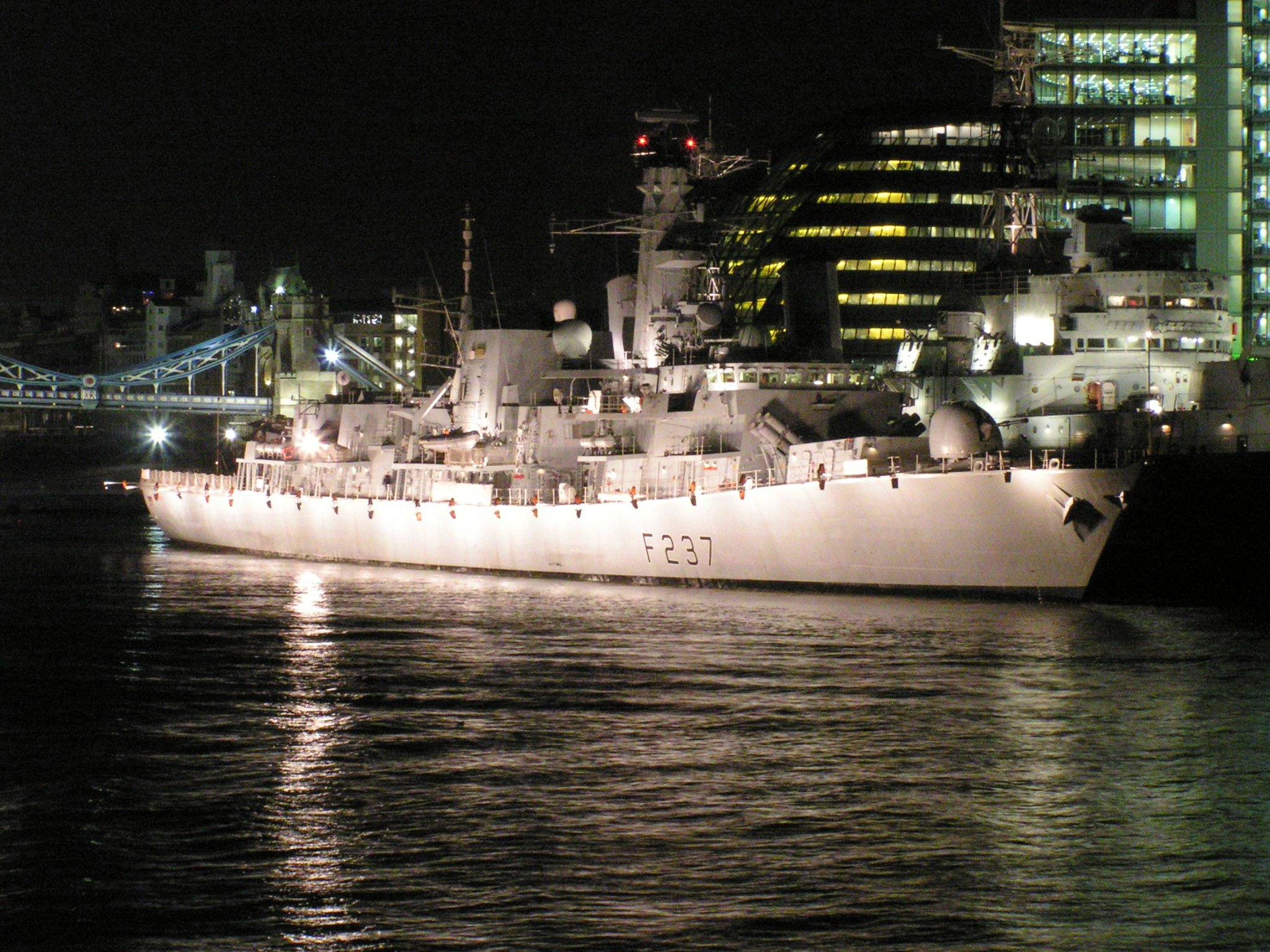
23型フリゲート、ウェストミンスター (HMS Westminster)

イギリス海軍は冷戦の終結後、政策転換により紛争に対応するため航空母艦を世界各地に展開させることを要求された。また、駆逐艦やフリゲートは海賊行為に対処するためマラッカ海峡やホーン岬に配備する必要があった。これを受けて、イギリス海軍は北大西洋に基地を置く対潜警戒を主任務としていた艦隊を、遠征向けの艦隊にするいくつかの再編成計画を1990年代から実施した。2000年代にはフォークランド諸島を中心とした南大西洋の警備、北大西洋ではカリブ海からアフリカ西部への巡航パトロール、地中海へはNATOの一員として艦艇を派遣、アラビア海とインド洋ではイラク・アフガニスタン駐留部隊への支援とテロ警戒、極東にもフリゲートを派遣している。
2018年8月31日にはアルビオン級揚陸艦一番艦、「アルビオン」が南シナ海を航行する海洋の自由(航行の自由作戦)を2021年9月にはクイーン・エリザベス級空母、「クイーン・エリザベス」を中核とする多国籍による空母打撃群が編成され、インド太平洋に展開し自衛隊やアメリカ軍と共同訓練を実施するなど、東南アジア諸国からの反発を招いている中華人民共和国の人工島建設に反対の動きを示しており、同地域に積極的に干渉している。
緊縮財政に対応するため、2010年のStrategic Defence and Security Reviewでは大幅な軍縮がおこなわれることになった。海軍においては人員を5,000人削減し30,000人規模に、2014年に退役する予定であった「アーク・ロイヤル」は直ちに退役、全てのハリアー IIも直ちに退役、「イラストリアス」はヘリ空母に転換した後2014年に退役、「オーシャン」はこの時点では維持することになった。また、4隻の戦略弾道ミサイル潜水艦はイギリス唯一の核戦力として引き続き維持し続ける方針で、クイーン・エリザベス級航空母艦と7隻のアスチュート級原子力潜水艦は計画通り建造される。
2023年1月時点のイギリス海軍は10隻の原子力潜水艦（4隻の戦略原潜と6隻の攻撃原潜）、18隻の水上戦闘艦（6隻の駆逐艦と12隻のフリゲート）を含む艦艇および航空機と海兵隊から構成されている。緊縮財政の流れを受けて、以前より艦隊の規模がかなり縮小されたが、地球規模で展開出来る世界有数のブルーウォーター・ネイビーである立場には変わりはない。イギリスの法令は、すべてのイギリス籍船舶を海軍に徴用できる権限を政府に与えており、戦時の海上輸送システムは万全である。
ただし、長年の予算削減によってイギリスは領土が侵攻された場合、アメリカやフランスなどの同盟国の協力が必要であるとの指摘もある。1988年には対GDP比4.1%だった海軍予算は、2010年には2.6%にまで削られている。また、2000年の時点で3万9000人だった海軍将兵は、2015年には2万9000人にまで落ち込んでいる。
イギリス連邦加盟国であるオーストラリア海軍、カナダ海軍、ニュージーランド海軍、インド海軍、パキスタン海軍に対して同型艦や旧式艦を売却・譲渡しており、かつて英植民地であった国々と軍事的に結びつきが強い。

## 習慣と伝統

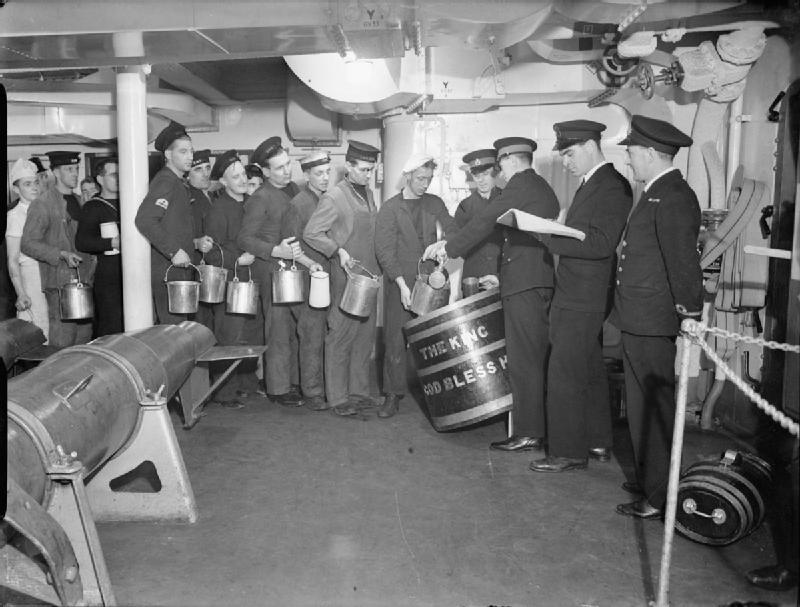
キングジョージ5世号でのラム酒の支給（1940年）

イギリス海軍には、海軍旗とシップス・バッジズの使用に関して、正式な習慣と伝統が存在する。航海中の時と港では、海軍艦艇はいくつかの海軍旗を掲揚させる。就役した艦艇と潜水艦は、日中の間、ホワイト・エンサインを艦尾に掲揚し、航海中の間はメインマストに掲揚する。国旗（国旗はユニオン・フラッグだが海軍ではユニオン・ジャック）は艦首に掲揚されるが、これは軍法会議が進行中であることを合図している場合か、ロード・ハイ・アドミラルを含み司令官が乗艦していることを示す場合のいずれかである。
フリート・レビューは、君主の前に艦隊を整列させる観艦式で、不規則な伝統である。公式に行われた最初のものは、1400年であった。その他に続いている伝統は、オーストラリア海軍と行うクリケット試合のジ・アッシズがある。
第二次大戦終結までは飲酒に関して寛容であり、特に水兵らに支給されていたラム酒（後にはグロッグ）に関する逸話が多い。また軍艦の進水式には国内で蒸留されたウィスキーが使われることもある（クイーン・エリザベスなど）。その他の食文化については近世イギリス海軍の食生活を参照。
海軍カレーやウィスキーなど一部の文化は、大きな影響を与えた大日本帝国海軍を経由し海上自衛隊にも受け継がれている。

## 組織

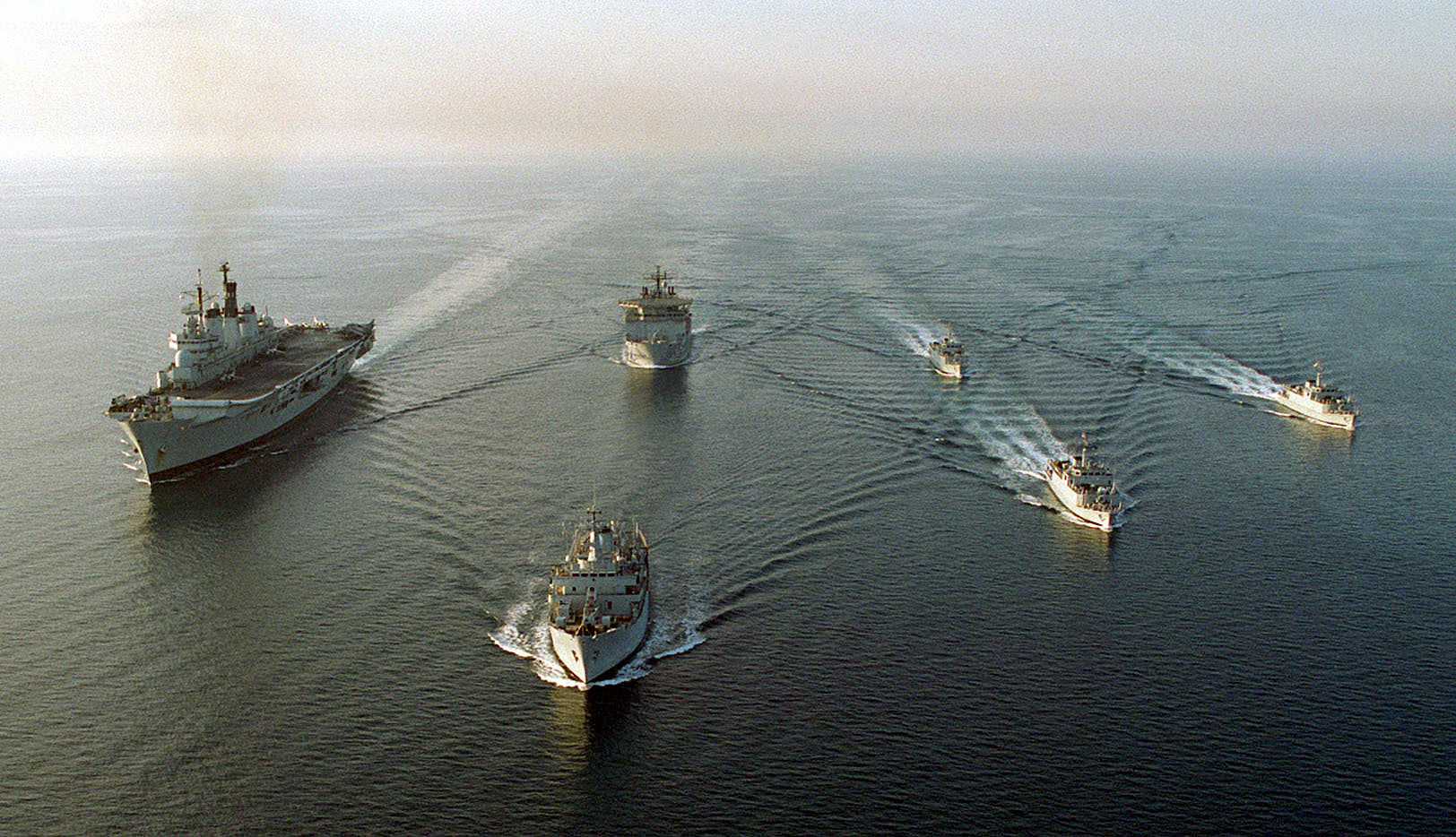
機雷掃海のためペルシャ湾へ展開する艦隊

イギリス海軍の儀礼上の長はロード・ハイ・アドミラルであり、2011年から2021年まで、エディンバラ公がこの地位にあり、それ以降は空席となっている。この地位は1964年から2011年まではエリザベス女王が就いていた。イギリス海軍の事実上の長は、英国国防会議のメンバーであるファーストシーロード（海軍参謀総長）。国防会議はアドミラルティ・ボード（海軍委員会）に海軍の管理を委託している。アドミラルティ・ボードは艦隊を管理するネイビー・ボード（海軍会議）を指揮する。これらはロンドンのホワイトホールにある国防省舎 (MoD Main Building) に所在している。
指揮系統
2023年1月現在
- ロード・ハイ・アドミラル：該当者なし
- ファースト・シー・ロード（第一海軍卿・海軍参謀総長）：サー・ベン・キー大将（英語版）
- セカンド・シーロード（第二海軍卿・海軍参謀次長）：マーティン・コネル中将（英語版）
- 艦隊司令官：アンドリュー・バーンズ中将（英語版）
- 准士官：カール・スティードマン准尉（英語版）

人員
海軍はイギリス海軍とイギリス海兵隊から成り、2019年9月の時点で教育訓練を経た正規兵は、29,090名（定員30,600名）であった。

### 艦隊

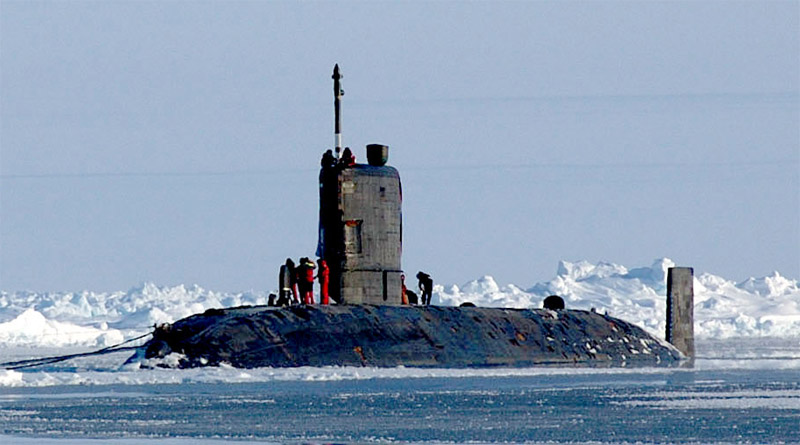
トラファルガー級潜水艦、タイアレス (HMS Tireless)

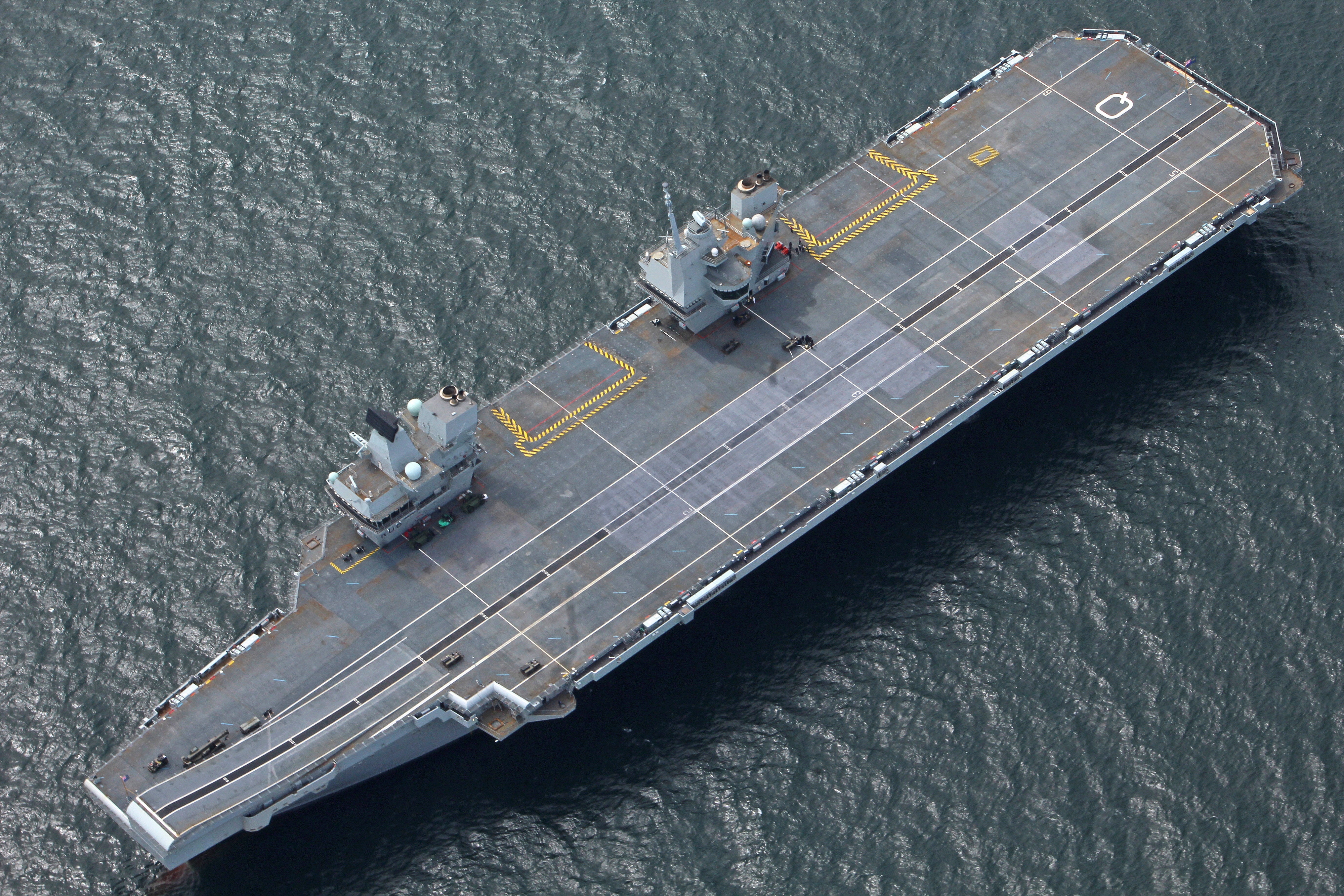
クイーン・エリザベス級空母、クイーン・エリザベス (HMS Queen Elizabeth, R08)

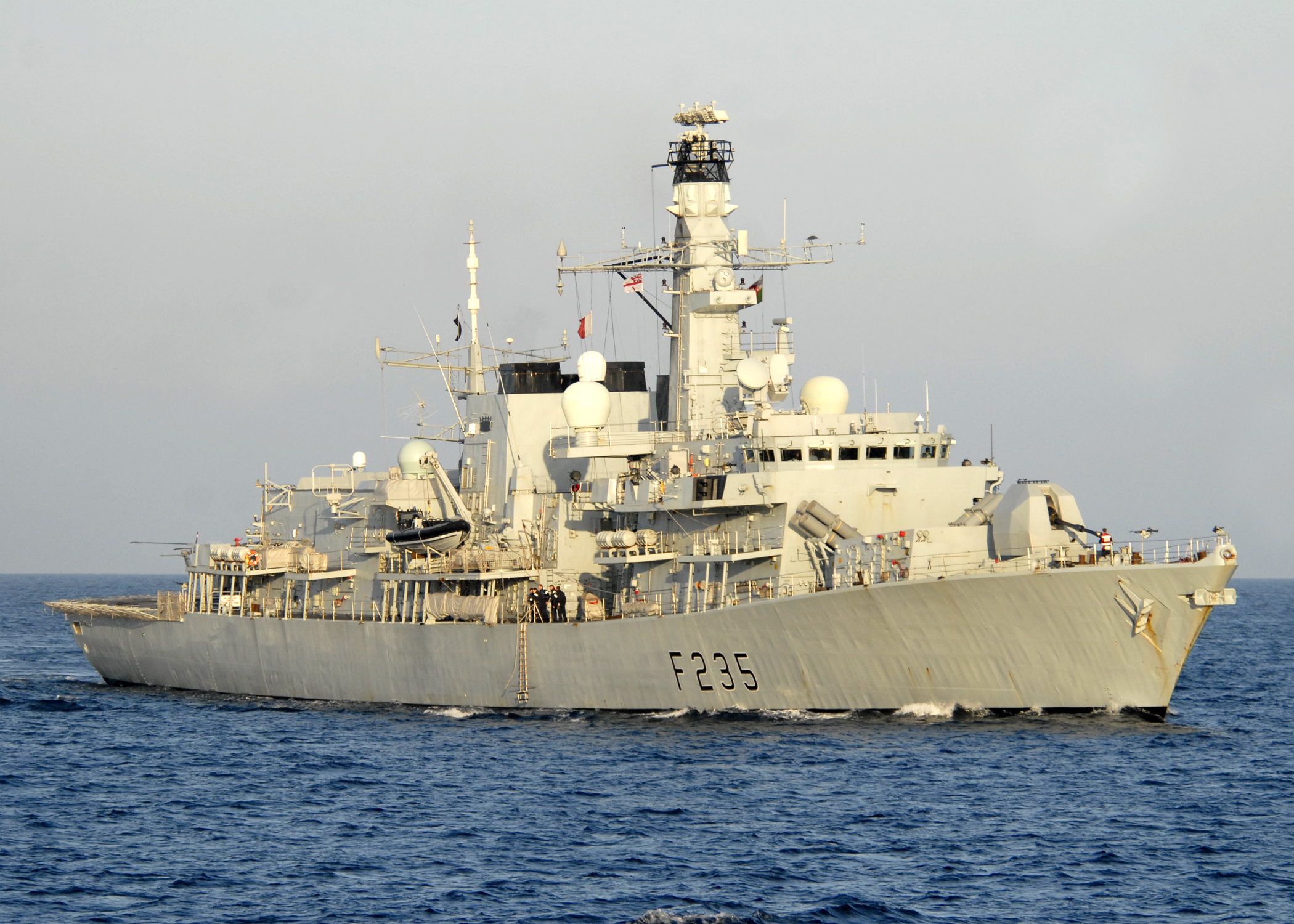
23型フリゲート、モンマス (HMS Monmouth, F-235)

潜水艦
イギリス海軍はヴァンガード級戦略原子力潜水艦を運用しており、潜水艦発射弾道ミサイルトライデント2とスピアフィッシュ魚雷を装備しイギリス海軍唯一の核戦力として作戦を遂行している。イギリス政府は2030年代初頭までに4隻のドレッドノート級に置き換える予定である。
また攻撃型原子力潜水艦としてトラファルガー級1隻とアスチュート級5隻を運用しており、さらに2隻のアスチュート級が2026年までに就役し、トラファルガー級は退役する予定である。

航空母艦
現在クイーン・エリザベス級2隻が新世代の航空母艦として就役している。計画の遅延と国防予算の縮減により、1番艦の「クイーン・エリザベス」は、売却や2番艦就役後予備役とすることも一時期検討されていた。現在は2番艦の「プリンス・オブ・ウェールズ」とあわせてF-35B ライトニング IIが運用される予定である。
インヴィンシブル級を基に設計されたヘリ空母の「オーシャン」は航空母艦を補完していたが2018年に退役した。クイーン・エリザベス級が同艦の任務も後継する。
海軍補助艦隊に導入された4隻のベイ級ドック型補助揚陸艦と2006年と2007年に導入された2隻のアルビオン級ドック型揚陸プラットホームは海軍の水陸両用作戦能力を強化した。
水上戦闘艦
2023年1月現在、45型駆逐艦6隻と、23型フリゲート12隻を運用している。これらの主な役割は艦隊の護衛の他、麻薬対策、海賊対策、人道支援など、世界規模の海軍展開における任務が含まれる。 45型駆逐艦は、主に対空戦用に設計されており、高性能なSAMPSONレーダー、アスター 15とアスター 30ミサイルを用いた統合対空システムPAAMSを備えている。
23型フリゲートは延べ16隻が就役したが、2004年にコスト削減の一環として3隻の払い下げが発表され、チリ海軍に売却された。2010年のThe Strategic Defence and Security Review（SDSR）で、残る13隻の23型フリゲートの後継として26型フリゲートで置き換えることが発表された。しかし2015年のSDSRで26フリゲートは対潜型8隻に削減され、通常型として新たな設計の31型フリゲートを5隻調達することとなった。
機雷戦艦艇
サンダウン級機雷掃討艇2隻とハント級掃海艇6隻を運用している。ハント級は掃海と掃討という別々の役割を1つの船体にまとめたものである。必要に応じて両艦艇は哨戒艦艇の役割を担うことも可能。
2025年7月21日に、海軍補助艦隊から機雷掃討母艦「スターリング・キャッスル」が海軍に移管された。
哨戒艦艇
リバー級哨戒艦を8隻運用している。内3隻はイギリス沿岸で主権と漁業権の保護の役割を果たし、5隻はジブラルタル、カリブ海、フォークランド諸島、インド太平洋地域に長期的に前方展開されている。
その他の艦
海軍はイギリス南極観測（British Antarctic Survey）へ提供する専用の艦を委任しており、南極哨戒艦としてプロテクターが建造された。4隻のヘクラ級は、海洋調査艦スコットと交代した。より大型のローバックはイギリス大陸棚や浅瀬を調査する。その他の調査艦には2002年と2003年に就役した2隻のエコー級多目的艦がある。
補助艦隊
1隻の補給艦、6隻の給油艦（内2隻は予備として維持）、1隻の傷病者収容艦、3隻のドック型輸送揚陸艦で構成されている。
2022年には海底ケーブルとガスパイプライン等を保護するための多用途海洋監視船を2隻調達すると発表。商用船を元に改造された1番艦は2023年1月に就役する予定。 

### 艦隊航空隊
艦隊航空隊は、イギリス海軍の航空機作戦を担当する部門である。 現在、ヘリコプター部隊が対潜哨戒用としてAW-159ワイルドキャッツHM2、AW-101マーリンHM2、輸送用としてAW-101マーリンHC4を、固定翼機はF-35Bライトニング2を運用している。
イギリス軍では陸上基地で運用する対潜哨戒機は空軍の管轄になっている。

### 王立海兵隊
イギリス海兵隊は水陸両用作戦で活動する軽歩兵部隊であり、イギリス政府の海外における軍事・外交目標を支援するために短期間で展開することが可能。
機動性の高い歩兵旅団（第3コマンドー旅団）と、7つのコマンド部隊で編成され海軍の様々な部隊に部隊派遣が行われている。海兵隊はあらゆる環境や天候の下での活動を想定しているが、特に水陸両用戦、山岳戦、極地戦、遠征戦に専門知識と訓練を費やしている。イギリス海兵隊はアメリカ海兵隊、オランダ海兵隊と国際的なつながりをもつ。
海兵隊にはイギリス海軍の音楽部門である音楽隊が含まれる。

## 階級
| NATO階級符号 | 階級章       | 将旗及び代将旗 | 階級                    | 階級       |
| NATO階級符号 | 階級章       | 将旗及び代将旗 | 英語                    | 日本語     |
| ------------ | ------------ | -------------- | ----------------------- | ---------- |
| OR-1         | 該当階級なし |                |                         |            |
| OR-2         |              |                | Able Rating             | 水兵       |
| OR-3         | 該当階級なし |                |                         |            |
| OR-4         |              |                | Leading Rating          | 上等水兵   |
| OR-6/OR-5    |              |                | Petty Officer           | 兵曹       |
| OR-7         |              |                | Chief Petty Officer     | 上等兵曹   |
| OR-8         |              |                | Warrant Officer class 2 | 二等兵曹長 |
| OR-9         |              |                | Warrant Officer class 1 | 一等兵曹長 |
| OF(D)        |              |                | Officer cadet           | 士官候補生 |
| OF-1         |              |                | Midshipman              | 見習士官   |
| OF-1         |              |                | Sub-Lieutenant          | 下級海尉   |
| OF-2         |              |                | Lieutenant              | 海尉       |
| OF-3         |              |                | Lieutenant commander    | 少佐       |
| OF-4         |              |                | Commander               | 中佐       |
| OF-5         |              |                | Captain                 | 大佐       |
| OF-6         |              |                | Commodore               | 代将       |
| OF-7         |              |                | Rear admiral            | 少将       |
| OF-8         |              |                | Vice admiral            | 中将       |
| OF-9         |              |                | Admiral                 | 大将       |
| OF-10        |              |                | Admiral of the Fleet    | 元帥       |

## 主要基地・施設
国内の拠点
- デヴォンポート海軍基地 - 西ヨーロッパ最大の海軍基地。アルビオン級ドッグ型輸送揚陸艦2隻と23型フリゲート半数以上の母港。[34]
- ポーツマス海軍基地 - クイーン・エリザベス級空母や45型駆逐艦、23型フリゲートの母港。[35]
- クライド海軍基地 - ヴァンガード級原子力弾道ミサイル潜水艦とアスチュート級原子力攻撃型潜水艦の艦隊の母港であり、イギリスの核抑止力の拠点。[36]
- ヨービルトン航空基地 - コマンドーヘリコプター部隊とワイルドキャット海上部隊の拠点。[37]
- カルドローズ航空基地 - ヨーロッパ最大のヘリコプター基地。Mk2マーリンの拠点で、対潜戦闘及び早期警戒を任務とする。[38]
- ガネット前方基地 - カルドローズから配備されるマーリンの分遣隊が使用する前方作戦基地。

海外の拠点
- ジュフェア基地（バーレーン） - キピオン作戦に配備された艦船の母港であり、ペルシャ湾、紅海、インド洋におけるイギリス海軍の中継地として機能する。[39]
- 英国共同物流支援基地（オマーン） - 中東に位置するが、戦略的にペルシャ湾の外に配置された後方支援施設。[40]
- 英国防衛シンガポール支援部隊（シンガポール） - イギリス海軍シンガポール基地を前身とし、インド太平洋地域でイギリス海軍の艦艇の修理と補給を行う。 [41]
- HMNBジブラルタル（ジブラルタル） - イギリス海軍の造船所で、現在も建造、修理、訓練、補給に使用される。

各々の基地の司令は代将が務めるが、例えばクライド海軍基地の場合は大佐が司令を務め、作戦能力のある艦と小艦隊の潜水艦の供給に対して責任がある。イギリス海兵隊第3コマンドー旅団は代将によって指揮され、プリマスに拠点を置く。
歴史上、イギリス海軍は世界中に海軍造船所を建設してきた。艦艇にとって海軍造船所はオーバーホールや修理を行う港であった。現在ではデヴォンポート、ファスレーン（クライド海軍基地の一部）、ロサイス（街）、ポーツマスの4つの造船所が使用されている。

将来の海軍士官のために最初の訓練を行うアカデミーはデヴォン州ダートマスに所在するブリタニア海軍兵学校である。かなりの海軍兵が国防省やディフェンス・エキップメント・アンド・サポートへか、陸軍や空軍との連絡員になる。少数が国外の政府機関や合同海上部隊といった多国籍艦隊、例えばアメリカ海軍へ派遣される。

## 装備

### 推移
装備推移を下表に示す。艦種並びに種別記号は『ミリタリーバランス』各号に依るため、公称類別と異なることに留意。
| 艦種       | 艦種       | 艦種            | 1961 | 1970 | 1980 | 1990 | 2000 | 2005 | 2010 | 2015 | 2020 | 2021 | 2022 | 2023 | 2024 |
| ---------- | ---------- | --------------- | ---- | ---- | ---- | ---- | ---- | ---- | ---- | ---- | ---- | ---- | ---- | ---- | ---- |
| 潜水艦     | 潜水艦     | SSBN            | -    | 2    | 4    | 4    | 4    | 4    | 4    | 4    | 4    | 4    | 4    | 4    | 4    |
| 潜水艦     | 潜水艦     | SSN             | 1    | 2    | 11   | 17   | 12   | 10   | 8    | 6    | 6    | 7    | 6    | 6    | 6    |
| 潜水艦     | 潜水艦     | SS              | 30   | 21   | 16   | 11   | -    | -    | -    | -    | -    | -    | -    | -    | -    |
| 水上戦闘艦 | 航空母艦   | CV              | 3    | 2    | -    | -    | -    | -    | -    | -    | 1    | 2    | 2    | 2    | 2    |
| 水上戦闘艦 | 航空母艦   | CVS             | 1    | 2    | 3    | 2    | 3    | 3    | 2    | -    | -    | -    | -    | -    | -    |
| 水上戦闘艦 | 巡洋艦     | CL              | 5    | 1    | 1    | -    | -    | -    | -    | -    | -    | -    | -    | -    | -    |
| 水上戦闘艦 | 駆逐艦     | DDG/DDGHM/DDHM  | -    | 3    | 12   | 13   | 11   | 8    | 6    | 6    | 6    | 6    | 6    | 6    | 6    |
| 水上戦闘艦 | 駆逐艦     | DD/DE           | 20   | 2    | -    | -    | -    | -    | -    | -    | -    | -    | -    | -    | -    |
| 水上戦闘艦 | フリゲート | FFG/FFGHM       | -    | -    | 51   | 35   | 20   | 17   | 17   | 13   | 13   | 13   | 12   | 12   | 11   |
| 水上戦闘艦 | フリゲート | FF              | 33   | 55   | 3    | -    | -    | -    | -    | -    | -    | -    | -    | -    | -    |
| 哨戒艦艇   | 哨戒艇     | PSO/PCI/PBF/PBI | -    | -    | 27   | 44   | 24   | 26   | 23   | 22   | 23   | 25   | 26   | 26   | 26   |
| 機雷戦艦艇 | 掃海艦艇   | MCO/MGC         | -    | 44   | 37   | 38   | 21   | 22   | 16   | 16   | 13   | 13   | 11   | 9    | 8    |
| 両用戦艦艇 | 揚陸艦     | LPD             | -    | 2    | 2    | 2    | 1    | 2    | 2    | 2    | 2    | 2    | 2    | 2    | 2    |
| 両用戦艦艇 | 揚陸艦     | LPH             | -    | -    | -    | -    | 1    | 1    | 1    | 1    | -    | -    | -    | -    | -    |
| 両用戦艦艇 | 揚陸艦     | LSD             | -    | -    | 8    | 5    | -    | 1    | 4    | -    | -    | -    | -    | -    | -    |
| 両用戦艦艇 | 揚陸艦     | LS/LSL          | -    | -    | 3    | -    | 4    | 1    | -    | -    | -    | -    | -    | -    | -    |
| 両用戦艦艇 | 揚陸艇     | LCU             | -    | -    | 16   | 15   | 9    | 13   | 13   | -    | -    | -    | -    | -    | -    |
| 両用戦艦艇 | 揚陸艇     | LCVP            | -    | -    | 41   | 17   | 14   | 34   | 34   | -    | -    | -    | -    | -    | -    |
| 支援艦艇   | 支援艦艇   | AGB             | -    | -    | -    | -    | -    | -    | -    | 1    | 1    | 1    | 1    | 1    | 1    |
| 支援艦艇   | 支援艦艇   | AEF             | -    | -    | -    | 4    | -    | -    | -    | -    | -    | -    | -    | -    | -    |
| 支援艦艇   | 支援艦艇   | AO/AOT          | -    | -    | -    | 13   | -    | -    | -    | -    | -    | -    | -    | -    | -    |
| 支援艦艇   | 支援艦艇   | AR              | -    | -    | -    | 1    | -    | -    | -    | -    | -    | -    | -    | -    | -    |
| 支援艦艇   | 支援艦艇   | AK              | -    | -    | -    | 1    | -    | -    | -    | -    | -    | -    | -    | -    | -    |
| 支援艦艇   | 支援艦艇   | AT              | -    | -    | -    | 1    | -    | -    | -    | -    | -    | -    | -    | -    | -    |
| 支援艦艇   | 支援艦艇   | AVT             | -    | -    | -    | 1    | -    | -    | -    | -    | -    | -    | -    | -    | -    |
| 支援艦艇   | 支援艦艇   | AGHS/AGE/AGS    | -    | -    | -    | 7    | -    | 5    | 5    | 3    | 3    | 4    | 4    | 3    | 4    |
| 支援艦艇   | 支援艦艇   | YGS             | -    | -    | -    | -    | -    | -    | -    | 6    | -    | -    | -    | -    | -    |

| 艦種       | 艦種     | 艦種               | 1961 | 1970 | 1980 | 1990 | 2000 | 2005 | 2010 | 2015 | 2020 | 2021 | 2022 | 2023 | 2024 |
| ---------- | -------- | ------------------ | ---- | ---- | ---- | ---- | ---- | ---- | ---- | ---- | ---- | ---- | ---- | ---- | ---- |
| 両用戦艦艇 | 揚陸艦   | LSD                | -    | -    | -    | -    | -    | -    | -    | 3    | 3    | 3    | 3    | 3    | 3    |
| 支援艦艇   | 支援艦艇 | AOEH               | -    | -    | -    | -    | -    | -    | -    | -    | 4    | 4    | 4    | 4    |      |
| 支援艦艇   | 支援艦艇 | AOR/AORH/AORLH/AOT | -    | -    | -    | -    | 11   | 6    | 8    | 6    | 3    | 3    | 3    | 3    | 4    |
| 支援艦艇   | 支援艦艇 | AFSH               | -    | -    | -    | -    | 2    | 4    | -    | 2    | 2    | -    | -    | -    | -    |
| 支援艦艇   | 支援艦艇 | AR/ARH             | -    | -    | -    | -    | 1    | 1    | 1    | 1    | -    | -    | -    | -    | -    |
| 支援艦艇   | 支援艦艇 | AG/ATS             | -    | -    | -    | -    | 6    | 1    | 1    | 1    | 1    | 1    | 1    | 1    | 1    |
| 支援艦艇   | 支援艦艇 | AK/AKR             | -    | -    | -    | -    | 2    | -    | -    | 6    | 4    | 4    | 4    | 4    | 4    |
| 支援艦艇   | 支援艦艇 | AVB                | -    | -    | -    | -    | 1    | -    | -    | -    | -    | -    | -    | -    | -    |

### 艦艇
2023年1月現在、水上艦隊及び潜水艦隊として22隻の水上戦闘艦、10隻の原子力潜水艦、9隻の機雷戦艦艇、26隻の哨戒艦艇等のべ72隻（合計基準排水量約431.000トン）、補助艦隊を合わせると延べ85隻（合計基準排水量約772.000トン）を保有する。
原子力弾道ミサイル潜水艦
- ドレッドノート級原子力潜水艦×0（3隻建造中、1隻計画中）
- ヴァンガード級×4

原子力攻撃型潜水艦
- アスチュート級×5（2隻建造中）

航空母艦
- クイーン・エリザベス級×2

ミサイル駆逐艦
- 45型×6

フリゲート
- 31型×0（2隻建造中、3隻計画中）
- 26型（パッチ2）×0（5隻計画中）
- 26型（パッチ1）×0（3隻建造中）
- 23型×11

哨戒艦
- リバー級（バッチ1）×3
- リバー級（バッチ2）×5

哨戒艇
- アーチャー級（英語版）×17
- アイランド級（英語版）

ドック型輸送揚陸艦
- アルビオン級×2
- ベイ級×4

汎用揚陸艇
- LCU Mk.10型×10

車両兵員揚陸艇
- LCVP Mk.5型×23

エア・クッション型揚陸艇
- グリフォン2000TDX(M)型×4
- グリフォン2400TD(M)型×0（4隻建造中）

機雷掃討母艦
- スターリング・キャッスル[29]

機雷掃討艇
- サンダウン級×3

掃海艇
- ハント型×6

補給艦
- タイド級×4
- フォート・ヴィクトリア級×1
- ウェーブ級×2

傷病兵収容艦
- アーガス×1

海洋観測艦
- スコット（英語版） - 1997年

測量艦
- エコー級（英語版）×1
- マグパイ（英語版）

砕氷艦
- プロテクター（英語版）

記念艦
- ヴィクトリー（18世紀末の戦列艦、トラファルガーの海戦におけるネルソン提督の旗艦）

### 航空機
固定翼機
- F-35BライトニングⅡ×29[注 6]（計74機調達予定）[45]
- ビーチクラフト キングエア350×4

回転翼機
- アグスタウェストランド AW159ワイルドキャット×28
- アグスタウェストランド AW101マーリンHM2×30
- アグスタウェストランド AW101マーリンMk4/4A×25[46]

## 名称・命名

### イギリス海軍
英語で特に国名を冠さず単に“Royal Navy”（ロイヤル・ネイビー）とする場合、通常イギリスの海軍を指す。Navy は本来艦隊を意味する言葉であり、イングランド国王が保有する艦隊であったが、やがてイングランドの海上戦力に係る組織全般を意味するようになった。“Royal Navy”の呼称は1660年に与えられたものであるが、イギリスが連合王国となったのは1707年である。つまり、日本では1707年以前の“Royal Navy”或はそれ以前の“Navy”も“イギリス海軍”と表記しているが、これらは本来イングランド海軍と呼ぶべきものである（連合構成国である他の3国アイルランド、スコットランド、ウェールズは関係ない）。
ロイヤル・ネイビーの呼称は、現役の水上艦隊 (Surface Fleet)・潜水艦隊 (Submarine Service)・艦隊航空隊 (Fleet Air Arm) の3隊の集合体を指す場合に使用される。また、それら現役の3隊に加え、補助艦隊 (Royal Fleet Auxiliary)・予備艦隊 (Royal Naval Reserve) を包括する概念を指す場合には、ネーバル・サービス（"Naval Service", 海軍）の呼称が用いられる。ただし、英語圏においても公式の文書等きわめて厳格にその概念を区分する必要がある場合を除き、ネーバル・サービスを指してロイヤル・ネイビーと言うことが多い。また、いずれの場合にも名称に国名が含まれていないが、省略されているわけではなく、含まないものが正式名称である。

### 艦艇
イギリス海軍および予備艦隊所属の戦闘艦艇にはHMS（His or Her Majesty's Ship 陛下の船の意）の頭文字がつけられ、補助艦隊所属の補助艦艇にはRFA (Royal Fleet Auxiliary) の頭文字がつけられる。イギリス海軍の軍艦旗には、ホワイト・エンサイン (the white ensign) が定められており、補助艦隊はブルー・エンサインの一種を用いる。艦艇にはアメリカ海軍と異なり、分類シンボル (Hull classification symbol) ではなく、ペナント・ナンバーが付与される。
古くから利用されている陸上施設は慣習的に艦艇と見なされることもあり、正式な基地名は別にHMSの名を有することがある。デヴォンポート（HMNB Devonport）の一部区画は『ドレーク（HMS Drake）』とも呼ばれ、敷地内には帆が張れるマストが設置されている。

### 陸上施設
イギリス海軍および予備艦隊所属の陸上施設にはHMNB（His or Her Majesty's Naval Base 陛下の基地の意）の頭文字がつけられる。